# Tempio cinese
Per tempio cinese s'intende la struttura architettonica utilizzata come luogo di culto per una delle principali religioni cinesi: taoismo, buddhismo, religione tradizionale o confucianesimo (sebbene quest'ultimo non sia propriamente una religione). A prescindere dalla destinazione d'uso, gli edifici di culto cinesi sono caratterizzati da una notevole somiglianza, sia stilistica sia d'organizzazione dello spazio, per quanto concerne la loro architettura, tanto da renderli difficilmente distinguibili per un osservatore occidentale.
In Cina, molti templi furono danneggiati o distrutti durante la Rivoluzione culturale (1966–1976) promossa dal Partito Comunista Cinese. In un generale contesto di persecuzioni religiose, i riti tradizionali vennero vietati, i praticanti assidui esiliati, incarcerati o giustiziati. I luoghi di culto vennero vandalizzati, spesso irreparabilmente, e chiusi. Una loro parziale riapertura venne consentita solo a partire dalla fine degli Anni '70 e nel corso degli Anni '80 i templi, tanto quanto le religioni, beneficiarono di una certa rinascita. A partire dagli Anni '90, alcuni siti templari storici sono stati oggetto di ristrutturazioni anche importanti mentre il XXI secolo ha fatto registrare, in Cina, un'importante rinascita della religione tradizionale con conseguente erigenda ex-novo di templi, con materiali moderni ma struttura e design tradizionale, per vecchie e nuove religioni.
I templi cinesi fuori dalla Cina continentale si trovano quasi sempre nei quartieri occupati dalla locale comunità di cinesi espatriati. Posso essere di tutte le forme e dimensioni: a volte sono piccoli, circoscritti ad una semplice stanza di un'abitazione privata, a volte grandi come due campi da calcio; a volte si trovano in un vecchio edificio occidentale e sono strutture a sé stanti, di recente costruzione e di foggia chiaramente cinese. Il numero di templi cinesi fuori dalla Cina varia a seconda del quartiere cinese: nel Suriname, dove la maggioranza dei cinesi è di religione cristiana, non c'è un solo tempio cinese; nei Paesi Bassi ci sono solo templi buddhisti cinesi; negli Stati Uniti d'America, quasi ogni quartiere cinese dispone di almeno un tempio cinese; ecc.

## Classificazione
I templi cinesi possono essere classificati come segue:
- 廟S, MiaoP o 殿S, DiànP, significa semplicemente "tempio" ed è per lo più dedicato al culto degli shen (zh. 神T, ShénP, lett. "Dèi o Spiriti; Principi che generano e formano"), le divinità del pantheon cinese: il Re Drago, Tudigong o Mazu; tanto quanto gli antenati mitizzati come Guan Yu o Shennong; ecc.
- 祠S, CíP, 祠堂S, Cí TángP, 宗祠S, Zōng CíP o 祖廟S, Zǔ MiàoP, è il Tempio ancestrale che per lo più custodiscono gli dei ancestrali di una famiglia o di un clan;[N 2]
- Templi e monasteri del Taoismo (zh. 觀S, GuànP o più propriamente 道觀S, Dào GuànP);
- Templi e monasteri del Buddhismo cinese (zh. 寺S, SìP o 寺院S, Sì YuànP);
- Templi del Confucianesimo (zh. 文廟S, Wén MiàoP o 孔廟S, Kŏng MiàoP) che di solito fungono sia da luogo di culto sia da scuola cittadina.
- Templi della Poliade (zh. 城隍廟S, ChenghuangyeP), presenti in città tanto quanto in paesi o piccoli villaggi.
- Santuari domestici più piccoli o nicchie votive, come quelli per il culto di Zao Shen, il dio della cucina, e Cai Shen, il dio della prosperità.

### Termini classificatori e descrittivi
- 庵S, ĀnP significa cupola o convento.
- 宮S, GongP, lett. "Palazzo" indica un complesso templare di più edifici;
- 壇T, 坛S, TánP, lett. "Altare";
- 堂S, TángP significa cortile o stanza;
- 院S, YuànP, lett. "Istituzione" è usato per indicare un santuario;

Un vecchio nome in lingua inglese per i templi cinesi è "joss house". "Joss" è l'ortografia anglicizzata di deus, la parola di lingua portoghese per "dio". Il termine "joss house" era d'uso comune in inglese nel XIX secolo, ad esempio in Nord America al tempo della Frontiera, quando le joss house erano una caratteristica comune delle Chinatown statunitensi. Il nome "joss house" descrive nella fattispecie il luogo di culto vero e proprio.
In Indonesia ci sono molti templi cinesi, chiamati Klenteng, utilizzati dai cinesi indonesiani.

## Premessa

### Il sincretismo religioso cinese

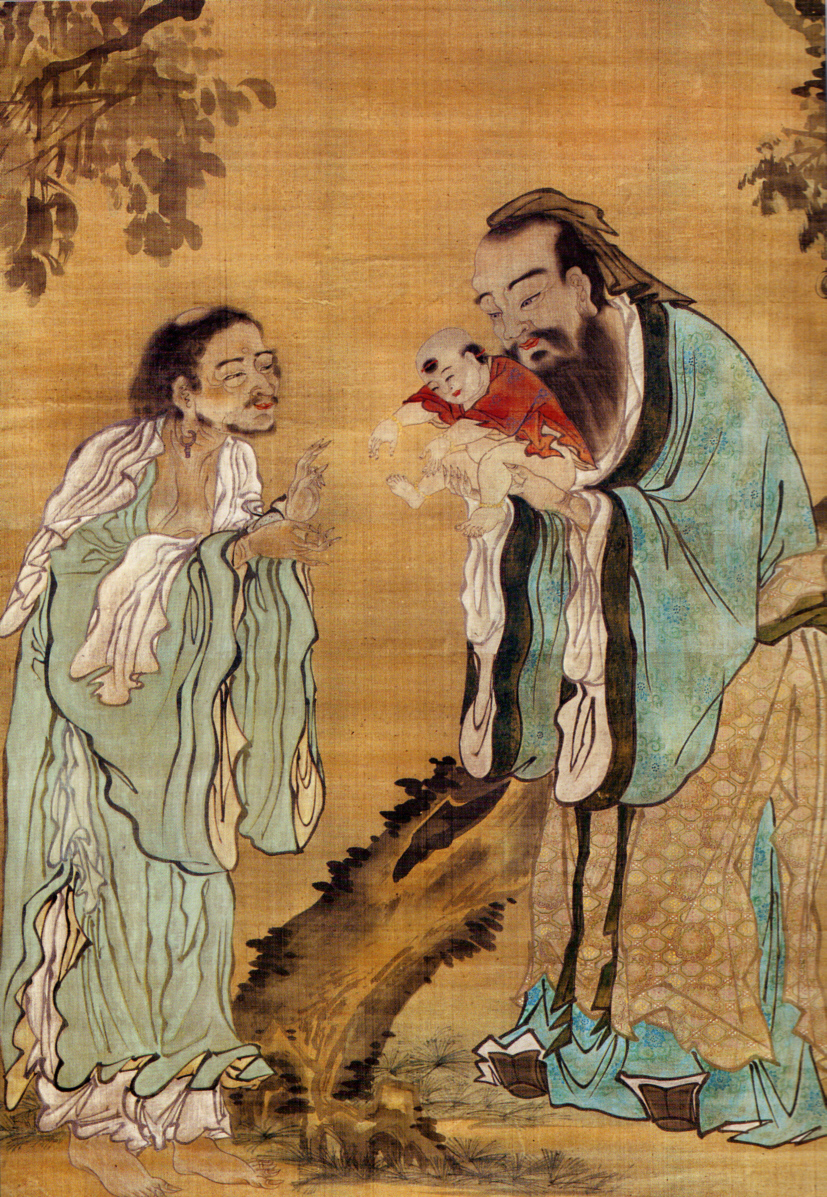
' - Confucio e Lǎozǐ proteggono il Buddha Śākyamuni infante - Rotolo dipinto su seta, Dinastia Ming (1368-1644) - British Museum (Londra).

Confucianesimo, taoismo e buddhismo, nel loro insieme, sincreticamente, chiamati i "Tre insegnamenti" o le "tre dottrine" (zh. 三教S, Sān JiàoP), hanno esercitato un ruolo importante nella storia e nella cultura cinese sin dai tempi della dinastia Han (206 a.C.–220 d.C.), la prima vera dinastia imperiale dopo la fondante ma effimera dinastia Qin (221–206 a.C.). I Tre insegnamenti, al netto di tensioni e vere e proprie guerre di religione che vennero sanate in modo definitivo solo al tempo della dinastia Ming (1368–1644), hanno inoltre funto da cornici della religione tradizionale cinese di sostrato, vale a dire il culto devoto agli dèi locali e agli antenati, la quale, tuttavia, non si esaurisce in essi e si svolge anzi per la maggior parte al di fuori di qualsiasi cornice dottrinale.

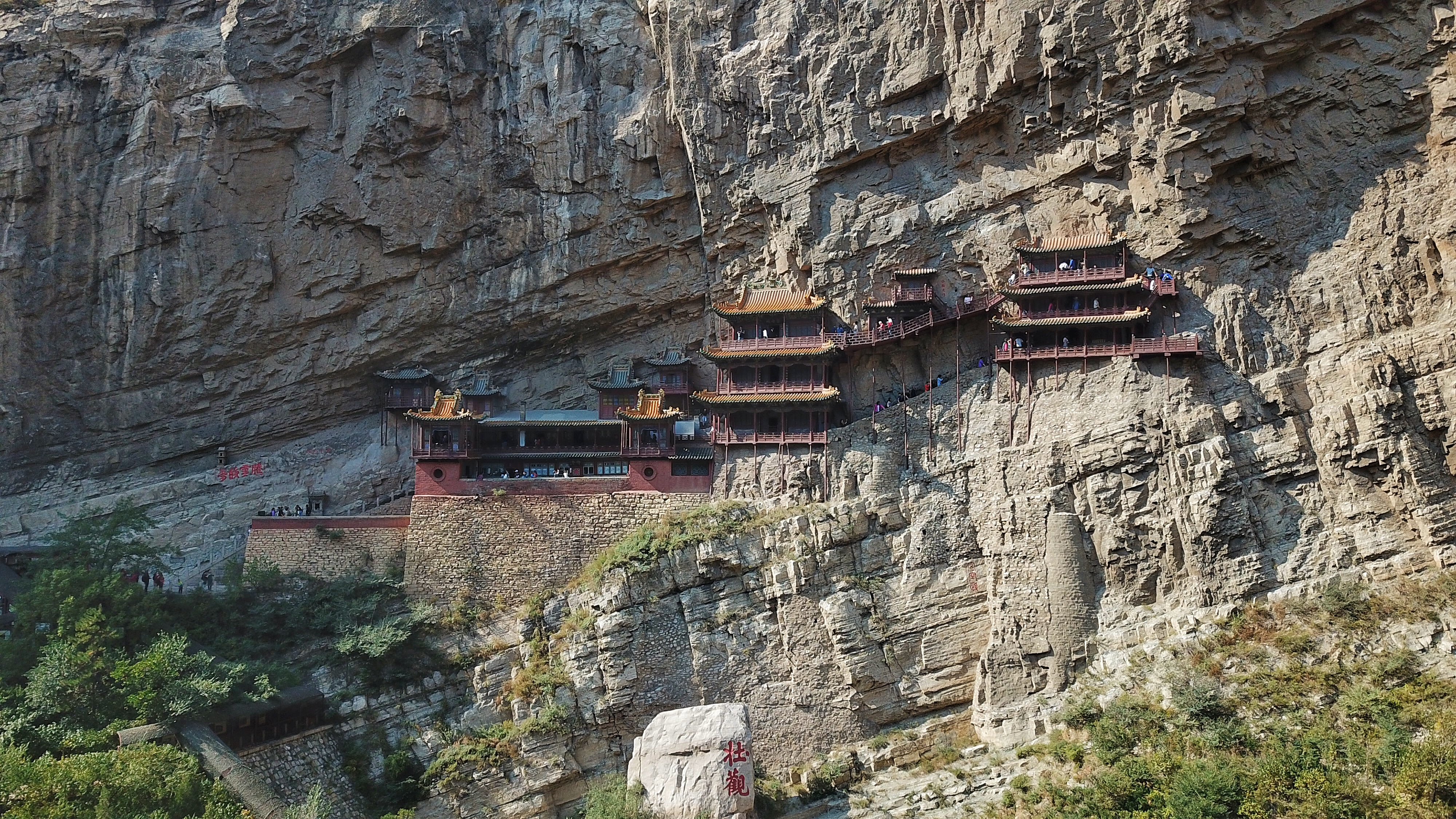
Il Tempio sospeso del Monte Heng (Shanxi).

L'approccio cinese alla religione tende conseguentemente ad essere sincretico, e seguire una religione non significa necessariamente, per un cinese, rigettare e/o negare le altre. Per lo stesso motivo, i luoghi di culto cinesi sono, in alcuni casi, d'uso consentito a sacerdoti di diverse fedi: es. è comune che sacerdoti di varie religioni (i daoshi del taoismo clericali, i fashi del taoismo non-clericale, i lisheng confuciani, tanto quanto gli sciamani wu e tongji) utilizzino i templi Shen della religione tradizionale cinese.
Premesso quanto sopra, l'unico esempio oggi noto di tempio cinese pienamente sincretico, è il c.d. "Tempio sospeso" (zh. 懸空寺T, 悬空寺S, Xuánkōng SìP) presso il Monte Heng (Shanxi), non lontano da Datong: un ardito complesso templare appollaiato su di una cengia, realizzato al volgere della dinastia Wei settentrionale (386–534), al cui interno di trova una 三教殿S, lett. "Sala dei Tre Insegnamenti" con le effigi affiancate di Confucio (dx), Lǎozǐ (sx) e del Buddha Śākyamuni (centro).

### Caratteri generali dell'architettura cinese
Il tempio, spesso costruito su commissione della Corte imperiale (ciò vale anzitutto per i templi imperiali propriamente detti, v.si, tanto quanto per i grandi complessi buddhisti e taoisti sponsorizzati dalle élite sociali), è molto spesso esemplificativo delle caratteristiche precipue dell'architettura cinese, sia per quanto riguarda lo stile sia per quanto riguarda tecniche e materiali di costruzione.

#### Materiali di costruzione
Il legno fu il materiale di costruzione più amato dai cinesi ed i loro templi furono realizzati per secoli con esso. Con il passare dei secoli, però, il legname divenne sempre meno comune nella Pianura della Cina del Nord, mentre mattoni e pietra divennero materiali da costruzione comuni per gli edifici pubblici, tra cui i templi, sui quali, a più riprese e per diversi motivi, s'estese la volontà organizzatrice del potere centrale. La componente lignea fu però, come di vedrà negli esempi sotto-riportati, sempre presente anche nelle strutture templari più grandi.

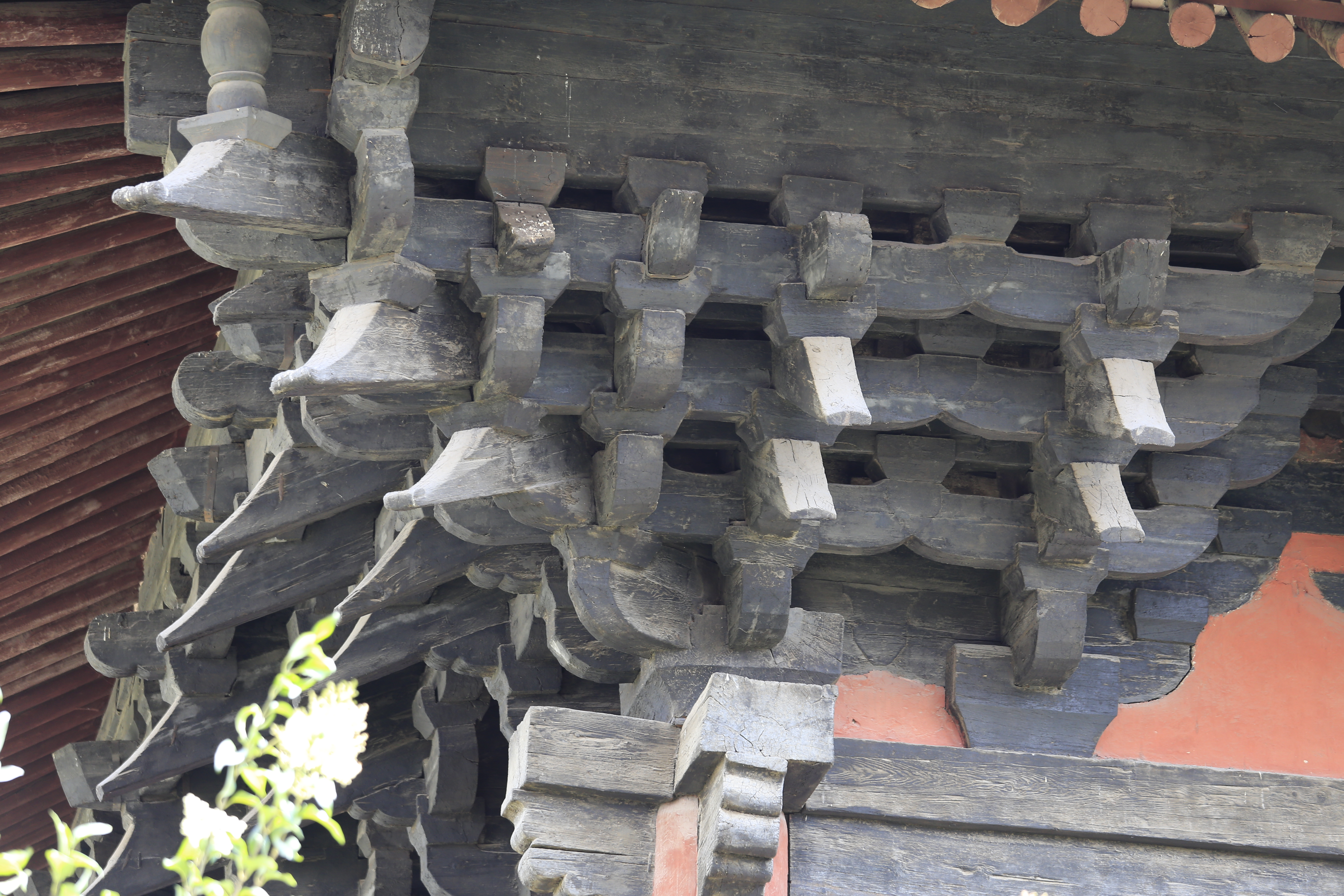
Mensola a grappolo di dougong nel Tempio Shanhua a Datong (Shanxi).

L'edificio cinese, inteso come edificio realizzato dall'architettura dell'etnia Han era tradizionalmente costituito da: (i) un solido basamento privo di cantine, spesso a terrapieno, eventualmente rivestito di mattoni/conci e/o pietra (o argilla triturata, pietrisco o pietrame); (ii) un telaio ligneo a pilastri angolari, solo successivamente "riempito" con dei muri; e (iii) un tetto sorretto dal telaio.

Le colonne del telaio potevano essere rinforzate da basi in metallo e da una laccatura d'olio, canapa e polvere di laterizio.

Caratteristica tipica dei tetti tradizionali cinesi è il loro movimento ondeggiante, reso possibile dall'angolo alternato dei dougong (zh. 斗拱S, Dǒu GǒngP, lett. "Tappo [e] blocco"), beccatelli lignei ad incastro assemblati in una mensola a grappolo, uno degli elementi più importanti dell'architettura tradizionale cinese, utilizzati già nel Periodo delle primavere e degli autunni (770–476 a.C.), e sviluppatisi in un insieme complesso di parti ad incastro nei periodi Tang (618–907) e Song (960–1279). La grande varietà delle coperture (a timpano, a padiglione, a semi-padiglione o a piramide) enfatizza questo movimento, acuito dal fatto che, a partire dalla dinastia Han, le gronde furono appese a catenaria, mentre i colmi e le linee di giunzione degli spioventi erano uniformati al profilo curvo di tutta quanta la copertura. Il trave di colmo rivestiva un ruolo così importante che la sua posa era celebrata da un'apposita cerimonia.

#### Planimetria e disposizione degli spazi
Altra caratteristica tipica dell'architettura cinese tradizionale è il suo allineamento ad un sistema mistico-organizzativo frutto del sincretismo tra gli ideali del confucianesimo e la geomanzia taoista del Feng shui che definisce regole edificatorie imprescindibili tra cui l'allineamento sull'asse nord-sud dell'edificio (tanto quanto della planimetria della città). La disposizione stessa degli spazi, questo vale per un complesso comprendente più elementi, segue precise regole simbolico-funzionali: v.si templi buddhisti.

#### Stilemi e strutture ricorrenti
Il tempio cinese, come qualsiasi altro edificio sinico, anche laddove si tratti di una piccola struttura isolata, è caratterizzato dalla facciata continua, che delimita gli ambienti lasciando il compito strutturale ai supporti lignei, solitamente lasciati a vista e decorati variamente.
I complessi templari più grandi sono arricchiti da alcune delle strutture più caratteristiche dell'architettura del Celeste Impero:
- anzitutto la pagoda, sia come edificio a sé stante sia come sviluppo verticale del corpo centrale di una planimetria strutturata;
- l'ingresso, nei grandi complessi, è architettonicamente enfatizzato: a volte un edificio vero e proprio; a volte una struttura celebrativa rassomigliante l'arco trionfale occidentale, il paifang (zh. 牌樓T, 牌楼S, Pái FāngP, lett. "Cancello archivoltato commemorativo"); a volte entrambe le soluzioni. Negli isolati monasteri, buddhisti tanto quanto taoisti, un portale d'ingresso, anche distante chilometri dal sito religioso vero e proprio, era spesso necessario per guidare alla meta i pellegrini.

## Panoramica

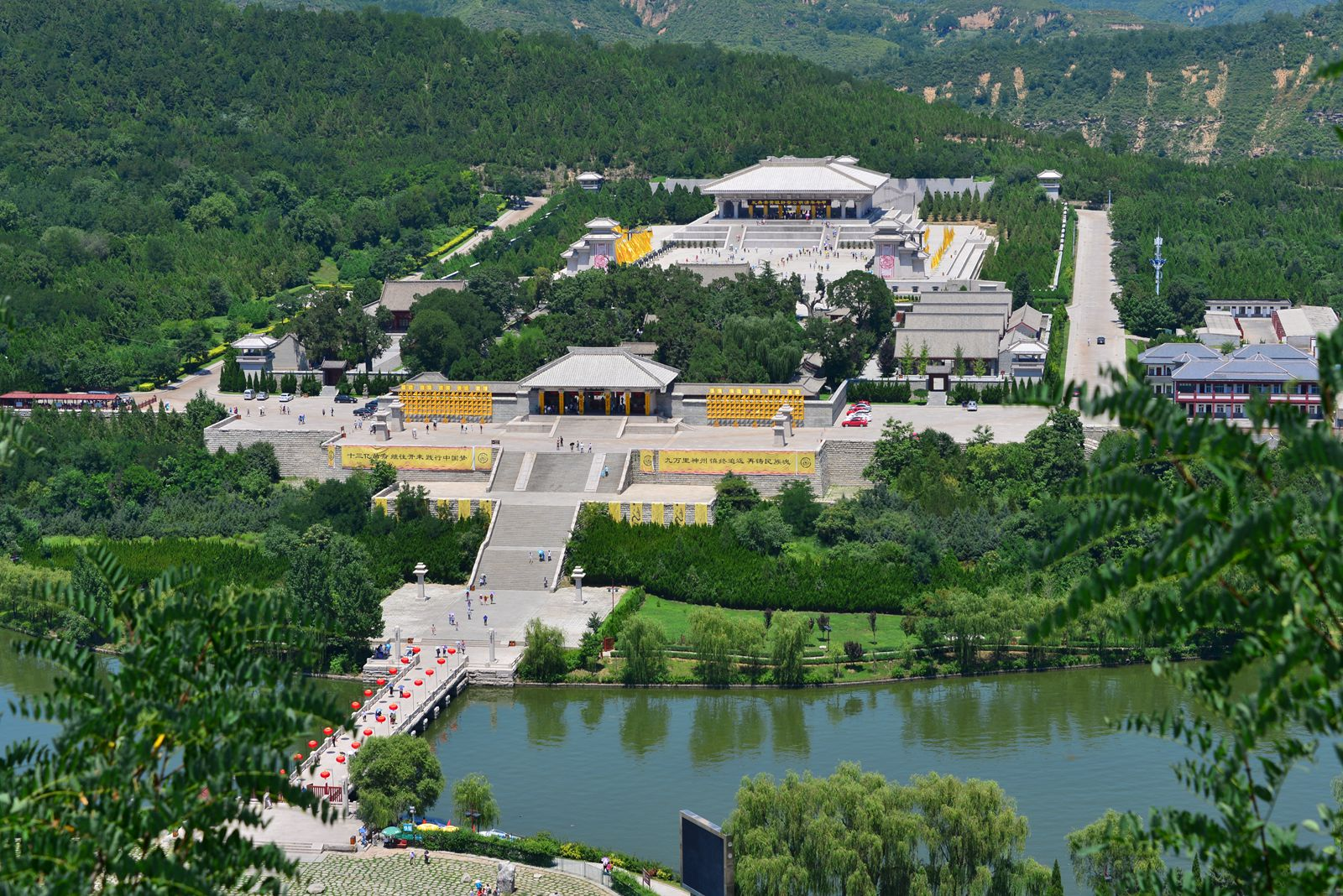
Il Mausoleo dell'Imperatore Giallo a Yan'an (Shaanxi), un complesso templare di fine XX secolo costruito secondo parametri architettonici tradizionali.

I templi cinesi si trovano in tutta la Cina continentale e a Taiwan, oltre che nei paesi ove si sono stabilite comunità di cinesi espatriati.
I templi buddhisti cinesi differiscono per taluni particolari dai templi taoisti, confuciani e/o tradizionali. Premesso questo, come anticipato è abbastanza difficile distinguere i templi di una religione da quelli di un'altra in ragione dell'enorme similitudine architettonica che accomuna tutti i luoghi di culto tradizionali cinesi.
Le costruzioni recenti, soprattutto nel caso di grandi complessi interessanti da periodici, popolosi rituali della religione tradizionale, richiamano l'architettura tradizionale pur impiegando nella maggior parte dei casi materiali di costruzione moderni: es. il grande Mausoleo dell'Imperatore Giallo (zh. 黃帝陵T, 黄帝陵S, Huáng Dì LíngP) costruito a Yan'an (Shaanxi) negli Anni '90 intorno al sito già identificato da un altare Tang del 770 oggi occupante un'area di 333 ettari (820 acri) classificata come una delle principali mete turistiche della Cina.

### Templi ancestrali
Il tempio ancestrale (zh. 祠S, CíP, 祠堂S, Cí TángP, 宗祠S, Zōng CíP o 祖廟S, Zǔ MiàoP che dir si volgia) è un esempio del sopracitato sincretismo religioso cinese. Apparentemente da iscriversi al novero dei templi shen perché legati alla venerazione di un antenato cui si riconosce status immortale, i templi ancestrali sono parimenti luoghi di culto per i confuciani nella cui visione il patriarcato che sta alla base del culto degli antenati è una delle fondamenta dell'armonia e dell'ordine cosmico/sociale.
Può trattarsi di piccole strutture domestiche, praticamente poco più che altarini decorati collocati all'interno delle mura domestiche (nell'edificio principale nel caso di una struttura abitativa tradizionale a famiglia allargata, Siheyuan o Sanheyuan) tanto quanto di grandi strutture pubbliche, destinate alla venerazione del comune antenato di un clan o una tribù/popolo, come il Tempio ancestrale del clan Zhang nella contea di Qinghe (Hebei).
Danneggiati come tutti gli altri tempi dalla Rivoluzione Culturale di Mao Zedong, i templi ancestrali hanno beneficiato di una potente rinascita soprattutto nel sud della Cina, ove il culto degli antenati aveva radici più forti nella cultura locale e le comunità hanno maggiori probabilità di avere membri del clan che vivono all'estero desiderosi di sostenere la rinascita e la ricostruzione dei santuari attraverso donazioni.

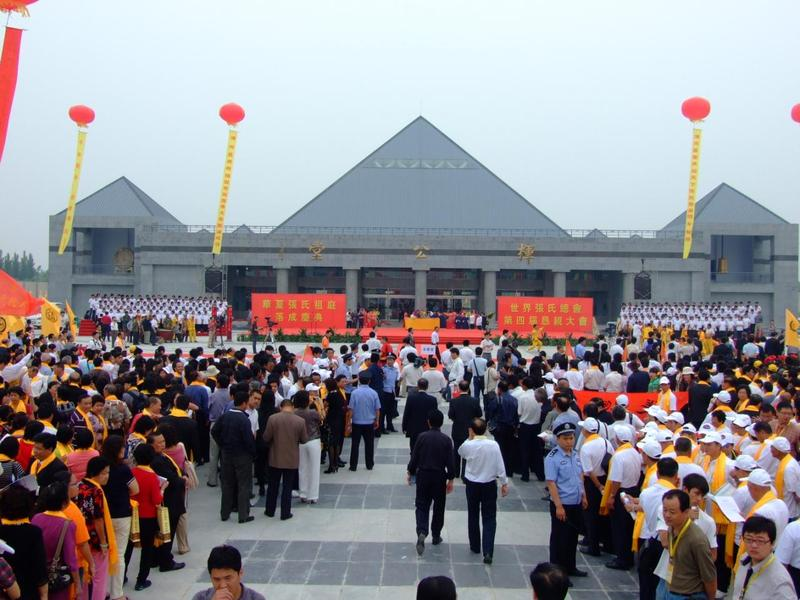
Tempio ancestrale del clan Zhang nella contea di Qinghe (Hebei)
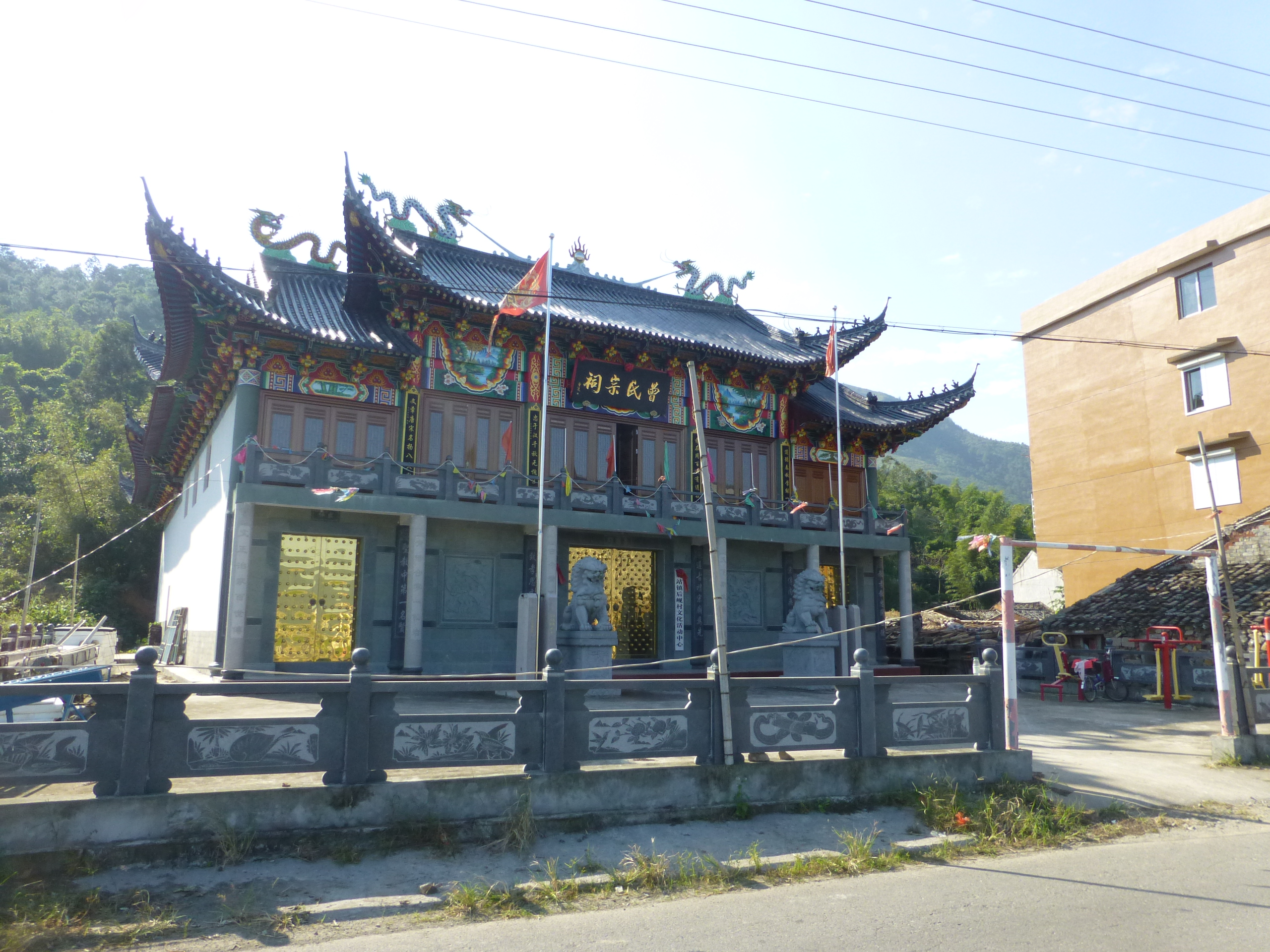
Tempio ancestrale del clan Zeng nel villaggio di Houxian, contea di Cangnan (Zhejiang)
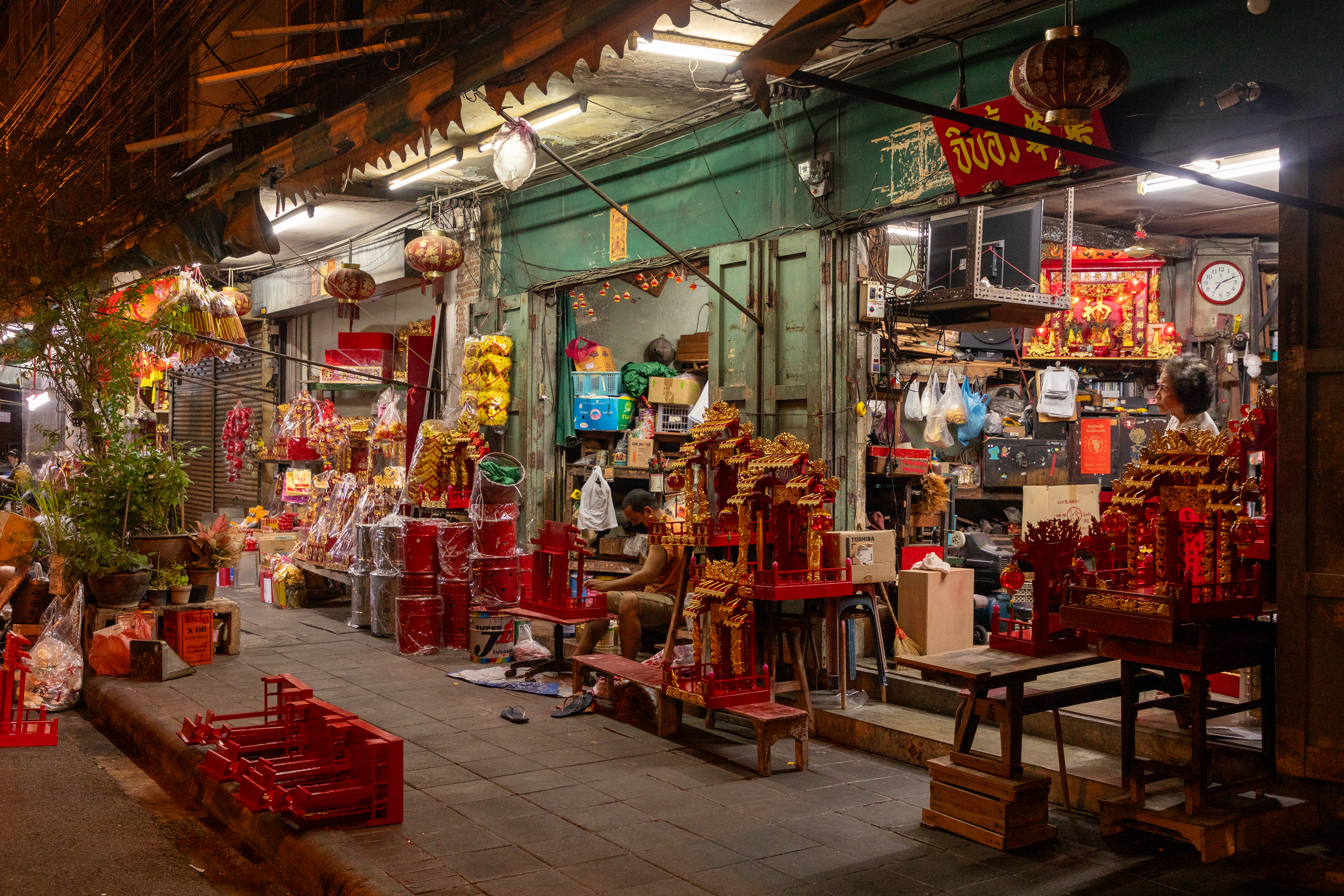
Altari ancestrali per uso domestico in vendita a Chinatown (Bangkok)

### Templi buddhisti cinesi

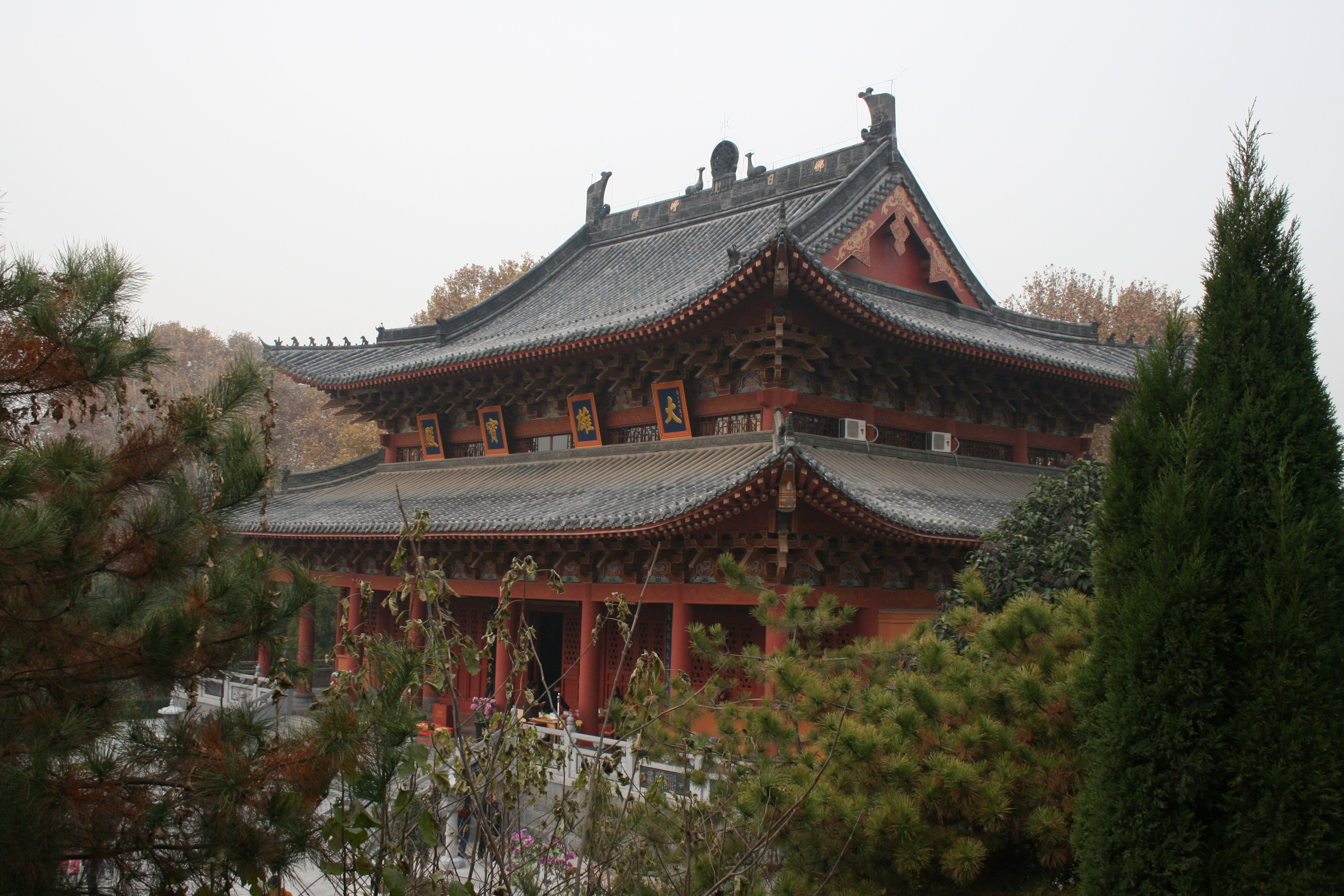
Il Tempio del Cavallo Bianco a Luoyang (Henan), il più antico tempio buddhista della Cina.

Con l'affermarsi del buddhismo come religione in Cina fu frequente la trasformazione in templi degli edifici donati da imperatori e notabili alle congregazioni monastiche buddhiste. Fu così che lo stile architettonico, anche quello dei templi costruiti ex-novo, assunse i classici contorni cinesi, le dimensioni aumentarono sensibilmente e la composizione interna subì dei cambiamenti, fra questi la suddivisione del comprensorio del tempio in diversi cortili interni. Per questo motivo, il tempio buddhista cinese (zh. 寺S, SìP o 寺院S, Sì YuànP) segue il modello tradizionale del Palazzo cinese.
In questo ambito due codificazioni assunsero fondamentale importanza:
1. il Disegno Standard per la Costruzione del Tempio Buddhista, stilata durante i primi anni della dinastia Tang (618–907), l'età dell'oro del buddhismo cinese,[23] che elevava il vihara, spesso donato dall'imperatore, a edificio principale, ruolo che fino ad allora in Cina era stato appannaggio della pagoda in virtù delle sacre reliquie che conteneva;[24]
2. la seconda fu quella compilata durante la dinastia Song (960–1279), dopo l'affermazione del Buddhismo Chán (base da cui sviluppò il Buddhismo Zen), la c.d. "Struttura delle Sette Parti", poiché stabilì che i templi buddhisti dovessero essere composti da sette elementi: il vihara; un edificio dedicato al Dharma; una sala che rappresenti il paradiso terrestre, chiamato "la Pura Terra Occidentale"; gli alloggi dei monaci; un magazzino; i servizi igienici e un imponente cancello d'entrata che funga da linea di demarcazione tra il sacro e il profano. Da notare l'esclusione della pagoda, che sancisce il trionfo del sistema cinese basato sui palazzi su quello importato nel I secolo dall'architettura sacra indiana, incentrato sulla pagoda.[24]

Il tempio buddhista cinese, dunque, comprende una serie di sale e cortili disposti simmetricamente attorno ad un asse centrale, solitamente orientato da nord a sud. La sala principale, la Mahāvīra (zh. 大雄寶殿T, 大雄宝殿S, lett. "Preziosa sala del grande eroe"), è tipicamente un grande edificio situato centralmente lungo questo asse: funge da nucleo architettonico del tempio, da luogo di pratica per i monaci e custodisce le statue di Sakyamuni, il fondatore del buddhismo. Seconda per importanza è la Sala Sansheng (zh. 三圣殿S, Sān Shèng DiànP, lett. "Sala dei Tre Saggi"), mentre il terzo edificio cardine è lo Shanmen (zh. 山門殿T, 山门殿S, Shān Mén DiànP), l'ingresso del tempio. I complessi più piccoli, come per es. il Tempio Shanhua (zh. 善化寺S, Shàn Hùa SìP) a Datong, si compongono di questi soli tre elementi.
Nei monasteri/templi più grandi, una serie di sale accessorie ospitano anche le immagini di divinità buddiste minori, offrendo ai residenti e ai visitatori un'ampia scelta di oggetti di culto e di supplica. A sud della Mahavira si trova la Sala dei Quattro Re Celesti (zh. 天王殿S, Tiān Wáng DiànP, lett. "Sala dei Re Celesti"), immediatamente prospiciente allo Shanmen. Ai lati della Sala dei Re Celesti si trovano il campanile (sx) e la torre del tamburo (dx). Tra la Sala dei Re Celesti e lo Shanmen si trova lo 放生池S, lett. "Stagno della vita libera".
Il Tempio del Cavallo Bianco (zh. 白馬寺T, 白马寺S, Báimǎ-SìP), il più antico tempio buddhista della Cina, fondato con il patrocinio dell'imperatore Han Ming (r. 58–75 d.C.), copre un'area di 200 mǔ, i.e. 13 ettari (32 acri), sviluppa su di un asse nord-sud che attraversa diversi cortili e sala e dispone d'una pagoda alta 35 m.

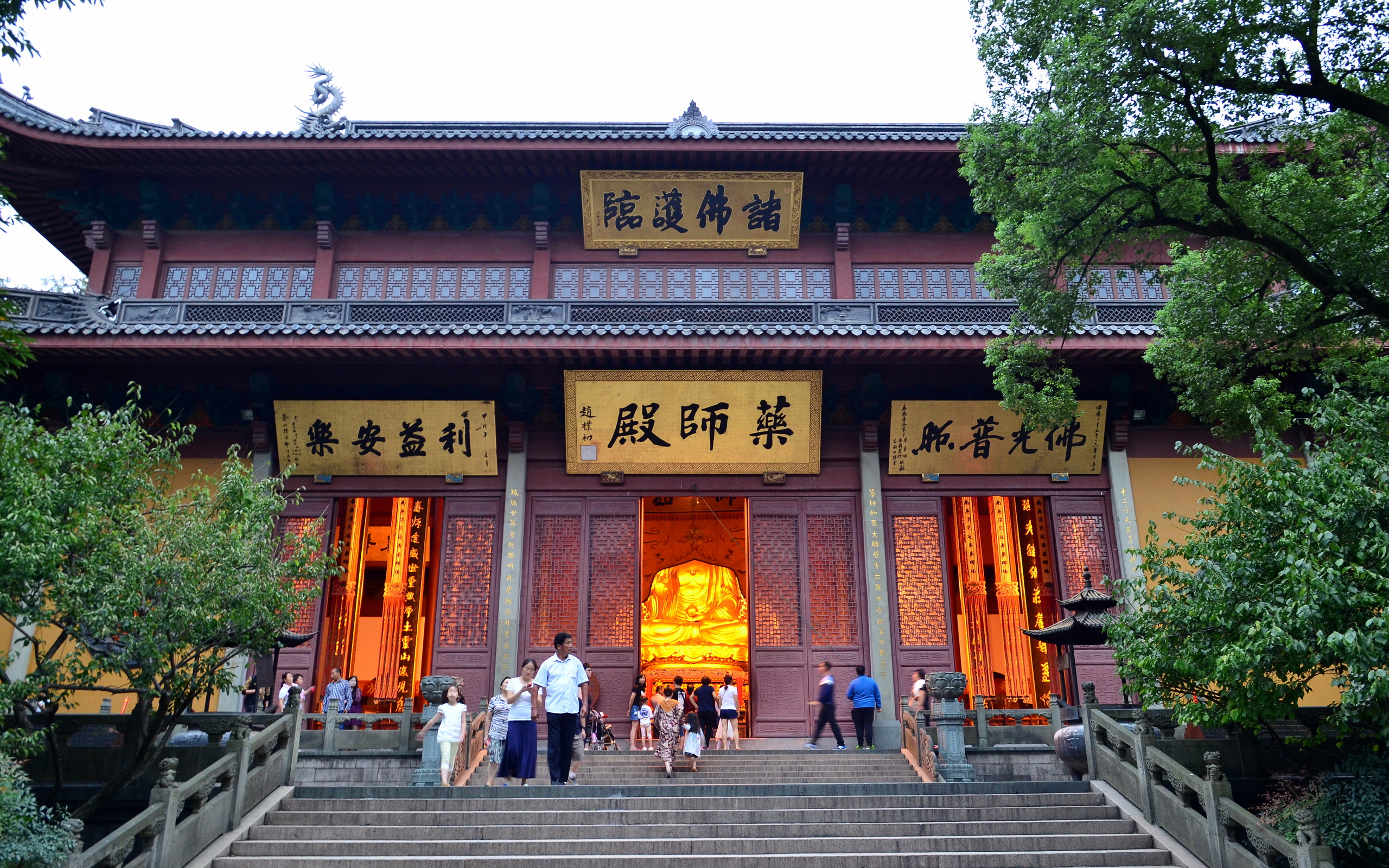
Il Tempio Lingyin di Hangzhou, uno dei templi apicali del Sistema delle Cinque Montagne in Cina.
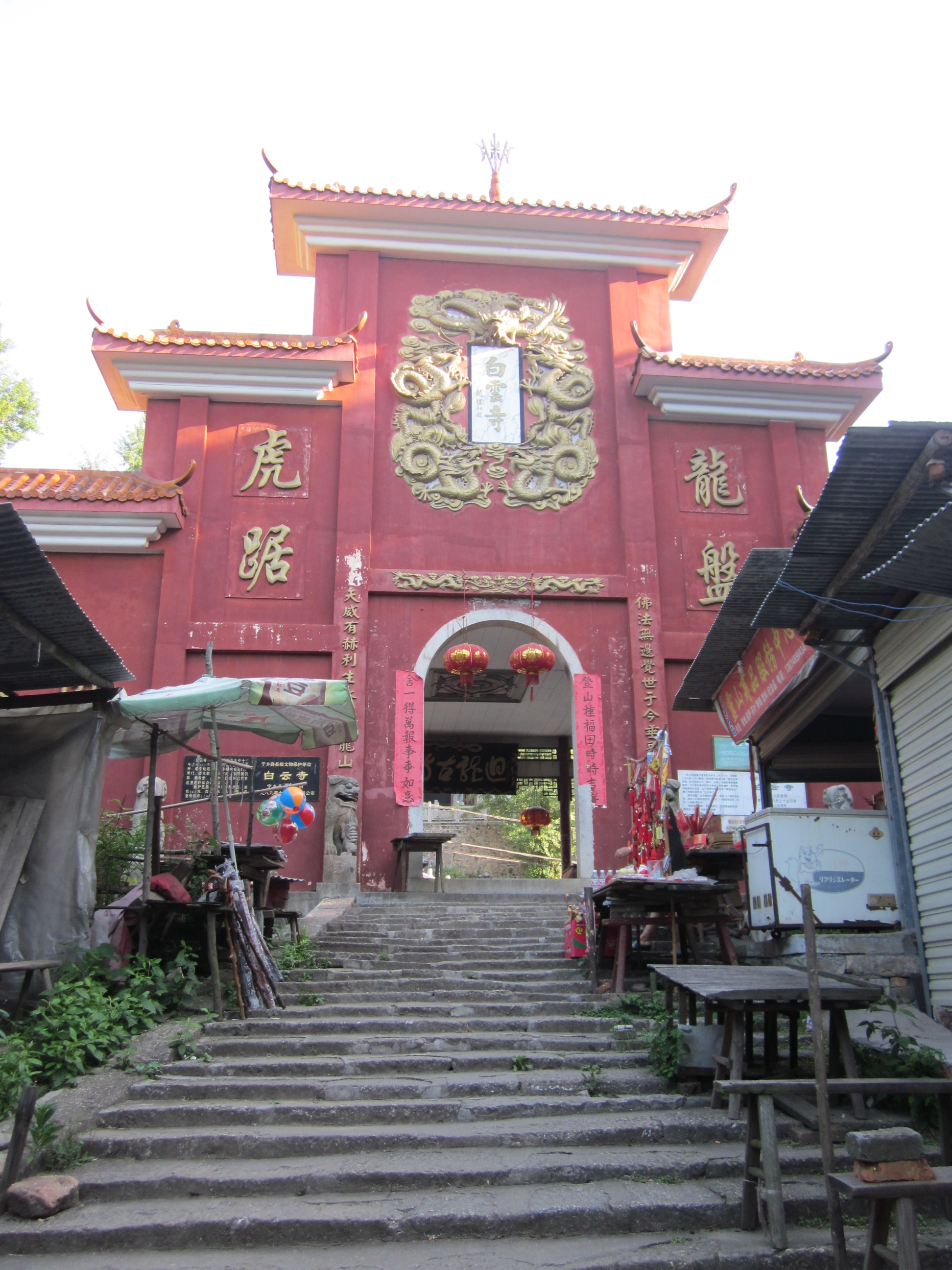
Paifang all'ingresso del Tempio Bayun di Ningxiang (Hunan).
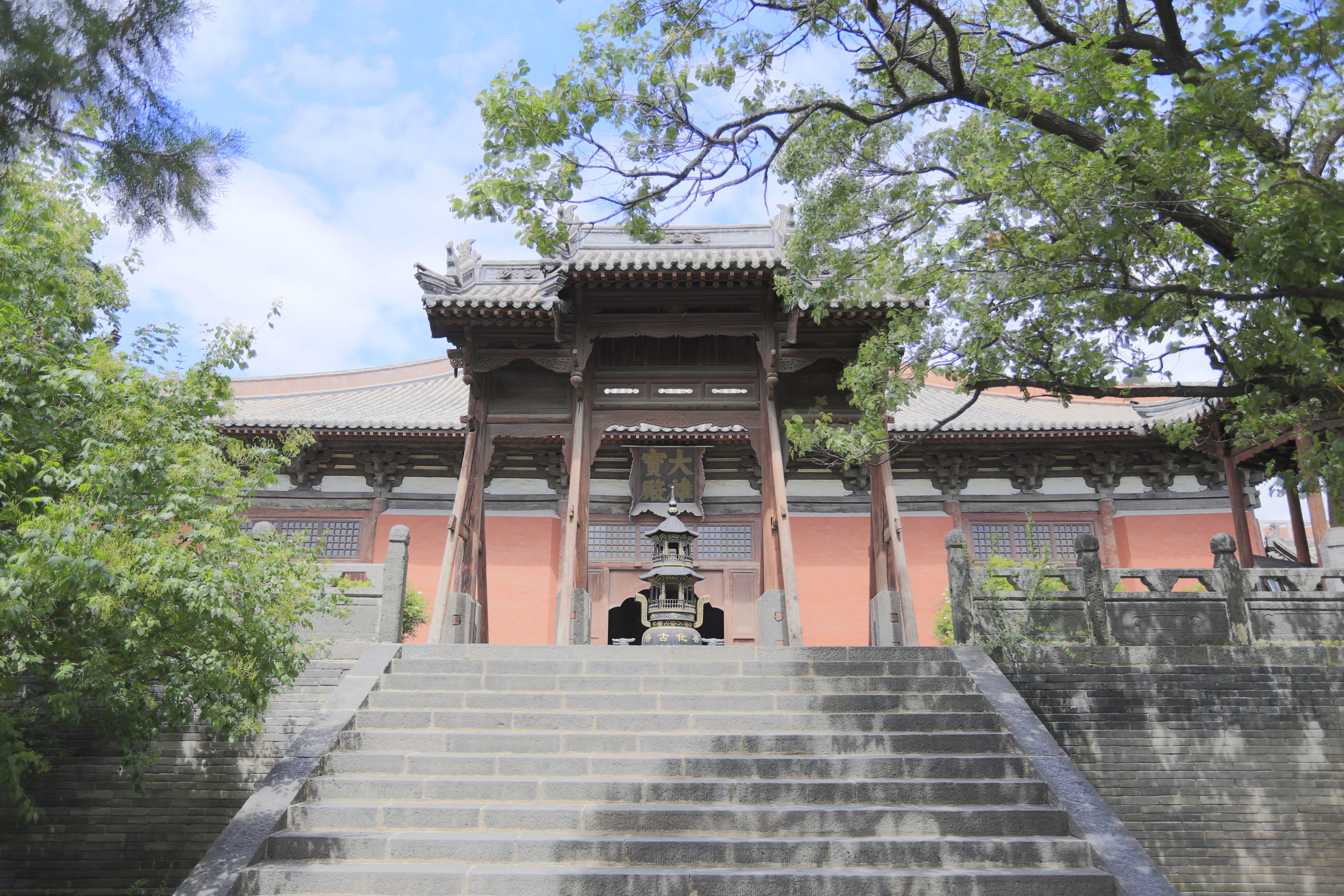
Il Tempio Shanhua a Datong (Shanxi).

Lo stile architettonico cinese si applicò anche alle costruzioni buddhiste non cinesi ma realizzate entro i confini dell'impero: es. lo Yonghe Gong (zh. 雍和宮T, 雍和宫S, Yōnghé GōngP, lett. "Convento dei lama"), un monastero buddhista tibetano fatto costruire a Pechino dall'imperatore Kangxi di Qing (r. 1661–1722) a poca distanza dal Tempio della Terra dei Ming (v.si "Templi imperiali").

### Templi confuciani

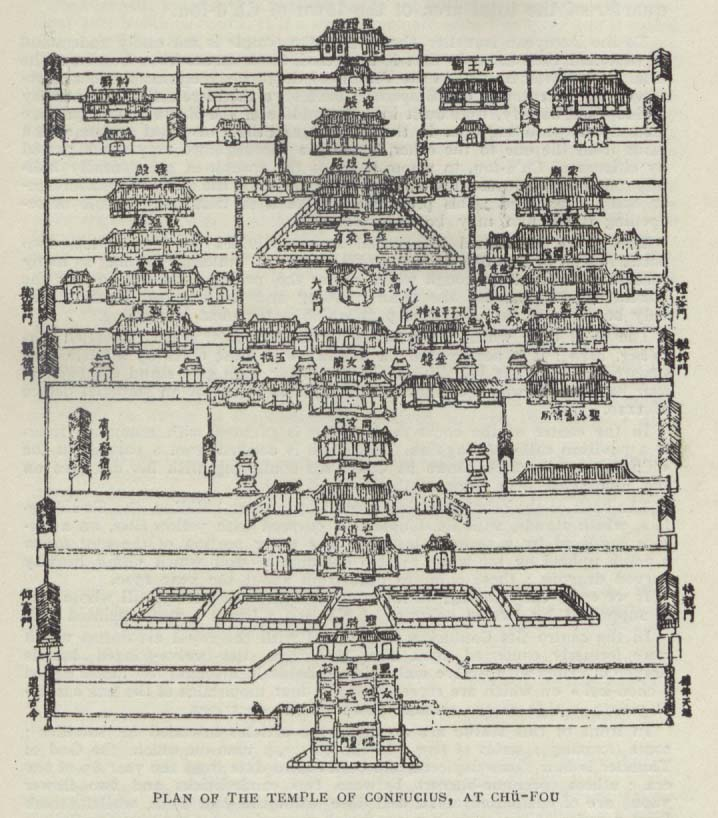
Pianta storica del grande tempio di Confucio - ill.

Un tempio confuciano o tempio di Confucio (zh. 孔廟T, 孔庙S, KǒngmiàoP, lett. "Tempio di Confucio") è un tempio per la venerazione di Confucio (551–479 a.C.) e dei saggi e filosofi del confucianesimo.
Come per i templi buddhisti, anche i templi confuciani vennero architettonicamente canonizzati al tempo della dinastia Tang, cui si dovette l'erigenda dei templi confuciani (spesso architettonicamente miseri) nelle scuole prefettizie e di contea dell'impero. L'ingresso ufficiale del tempio confuciano è la Porta Lingxing (zh. 欞星門T, 棂星门S), varcata la quale s'incontrano solitamente tre cortili, a volte solo due. Il grande tempio di Qufu ha nove cortili con centinaia di stele commemoranti le visite e concessioni imperiali di titoli nobiliari ai discendenti di Confucio. L'edificio principale di un tempio confuciano, situato nel cortile interno cui si accede dal Dachengmen (zh. 大成門T, 大成门S), è chiamato Dachengdian (zh. 大成殿S), variamente tradotto come "Sala del Grande Conseguimento", "Sala del Grande Completamento" o "Sala della Grande Perfezione". Nella Cina imperiale, questa sala ospitava le tavolette degli spiriti (zh. 神位S, Shén WèiP, lett. "Sede dello spirito") in onore di Confucio e d'altri importanti saggi (zh. 聖T, 圣S) e/o uomini degni (zh. 賢T, 贤S). Di fronte al Dachengdian di Qufu c'è il Padiglione delle albicocche o Xingtan (zh. 杏壇T, 杏坛S). Altro edificio importante, dietro il principale, è il Santuario dell'Adorazione del Saggio (zh. 崇聖祠T, 崇圣祠S, ChongshengciP) che onora gli antenati di Confucio e i padri dei 四配S, Sì PèiP, lett. "Quattro Saggi" e dei 十二哲S, Shí'èr ZhéP, lett. "Dodici Filosofi".
A differenza dei templi taoisti o buddhisti, i templi confuciani normalmente non hanno immagini. Gli spiriti di Confucio e dei suoi discepoli furono infatti venerati tramite pitture murali e statue di argilla/legno solo presso il grande tempio di Qufu. La presenza d'immagini "ufficiali" di Confucio fu infatti fonte di polemiche e dibattiti poiché intesa da molti confuciani come pratica eretica, derivata dal buddhismo, contraria inoltre allo scopo del tempio ch'era di onorare gli insegnamenti di Confucio, non Confucio in quanto antenato/immortale. Si arrivò al punto che l'imperatore Hongwu (r. 1368–1398) di Ming promosse una vera e propria iconoclastia, proibendo le effigi di Confucio!
Il tempio di Confucio più grande e più antico, oggi parte del Patrimonio dell'umanità dell'UNESCO, è il sopracitato tempio di Qufu, città natale del filosofo. Fondato nel 479 a.C., un anno dopo la morte di Confucio, per ordine del duca Ai di Lu che volle fare della residenza del defunto un tempio-mausoleo. Ampliato ripetutamente in due millenni di storia, divenne l'enorme complesso attuale (tra i più grandi della Cina): copre un'area di 16 000 metri quadri (170 000 ft²) organizzati in nove cortili dislocati lungo un asse di 1,3 chilometri (0,81 mi) e conta un totale di 460 stanze; ri-progettato massicciamente dopo un devastante incendio del 1499, cioè poco dopo la costruzione della Città Proibita da parte dei Ming, la sua architettura somiglia molto a quella del complesso palaziale di Pechino.

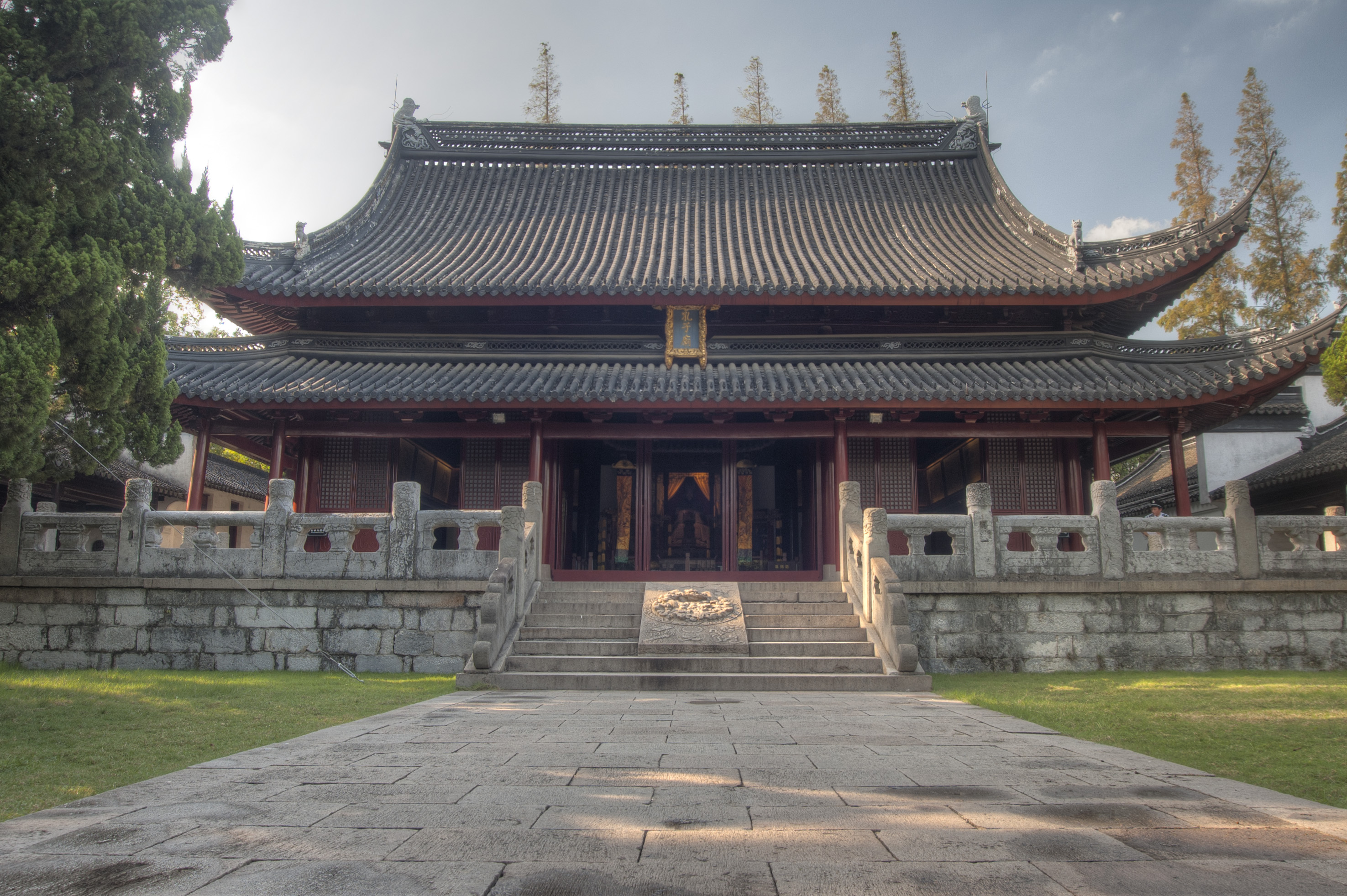
Il Tempio di Confucio a Jiading, oggi sobborgo di Shanghai.
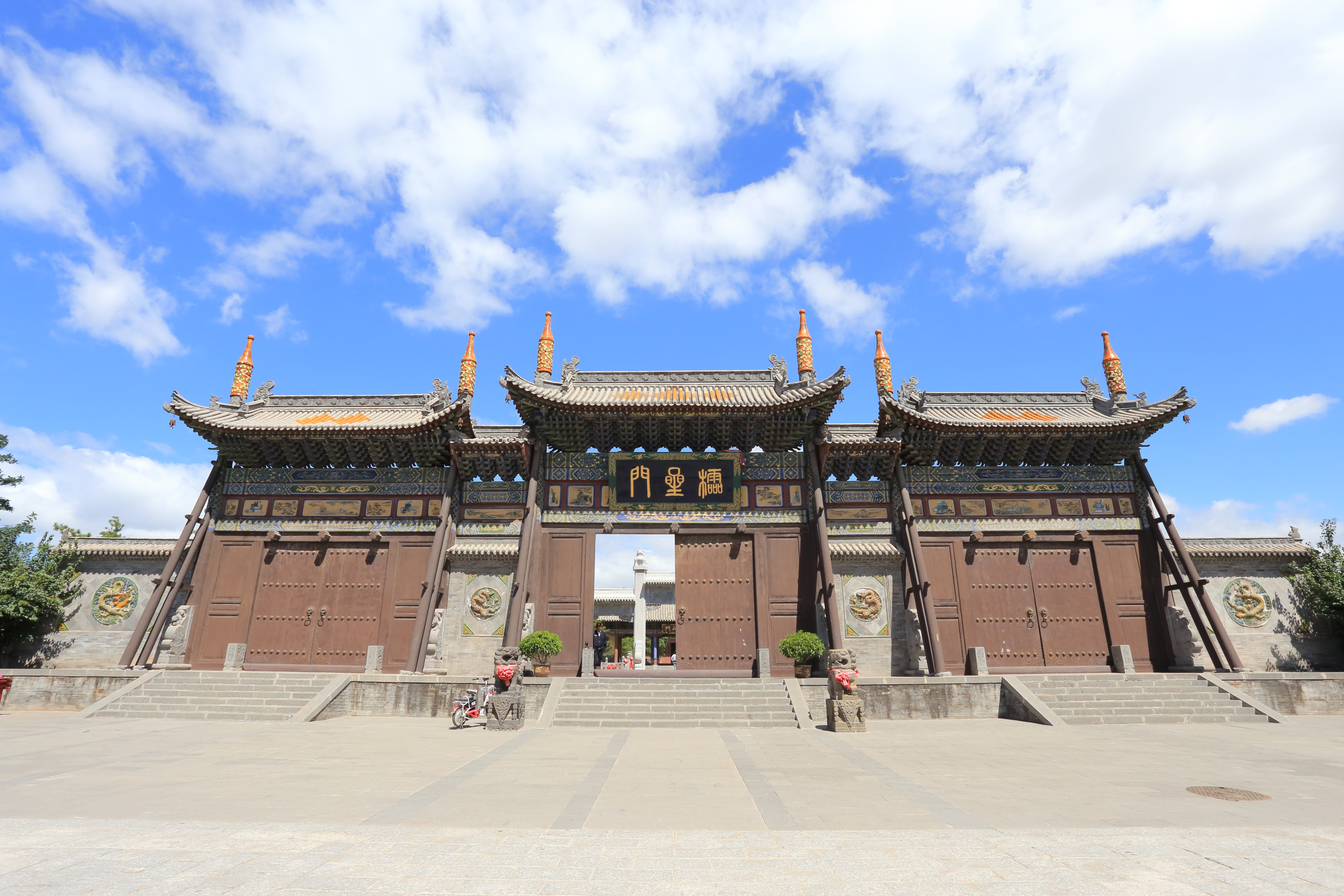
Paifang all'ingresso del Tempio di Confucio a Datong (Shanxi).
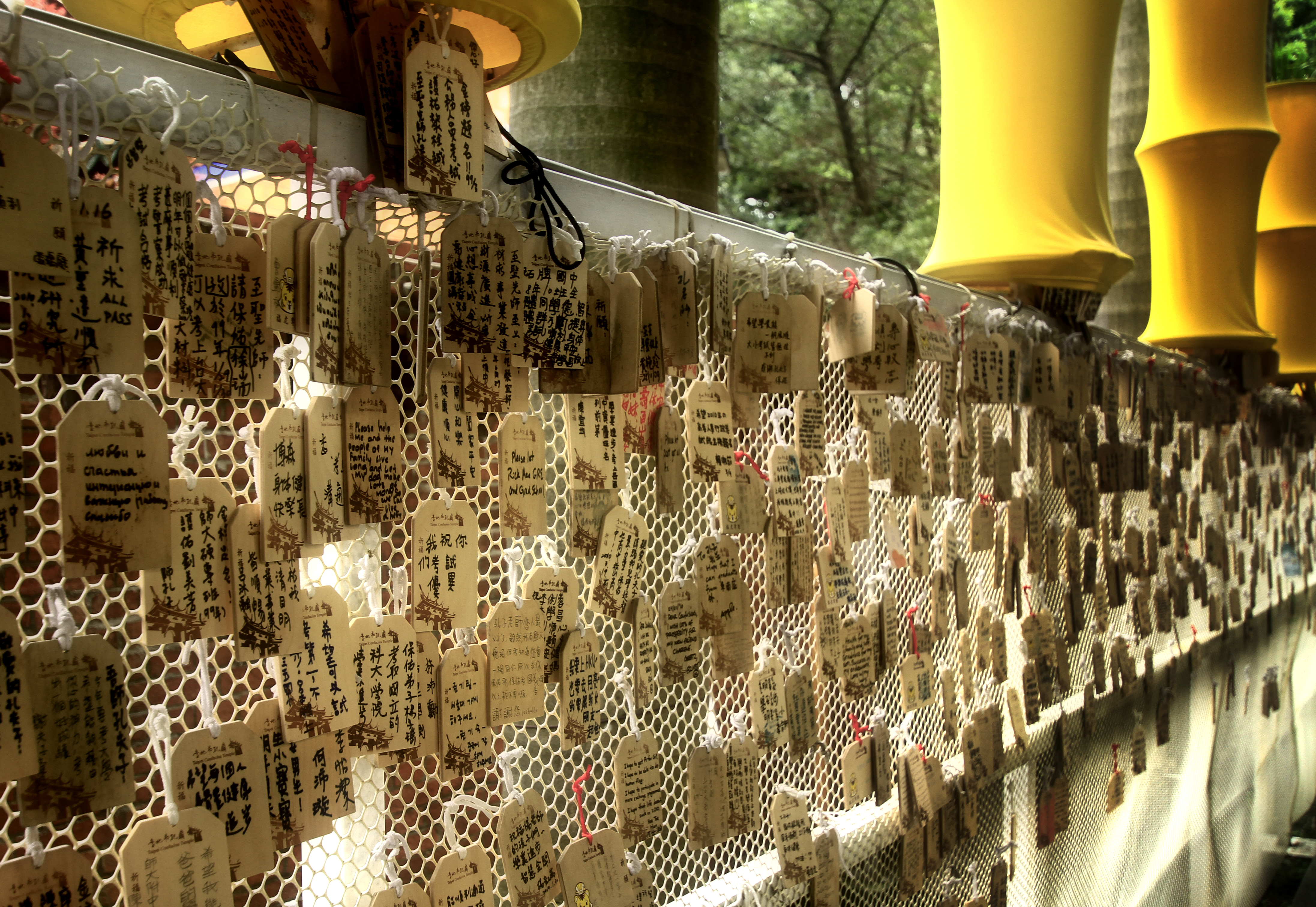
Tavolette degli spiriti in un tempio di Confucio.
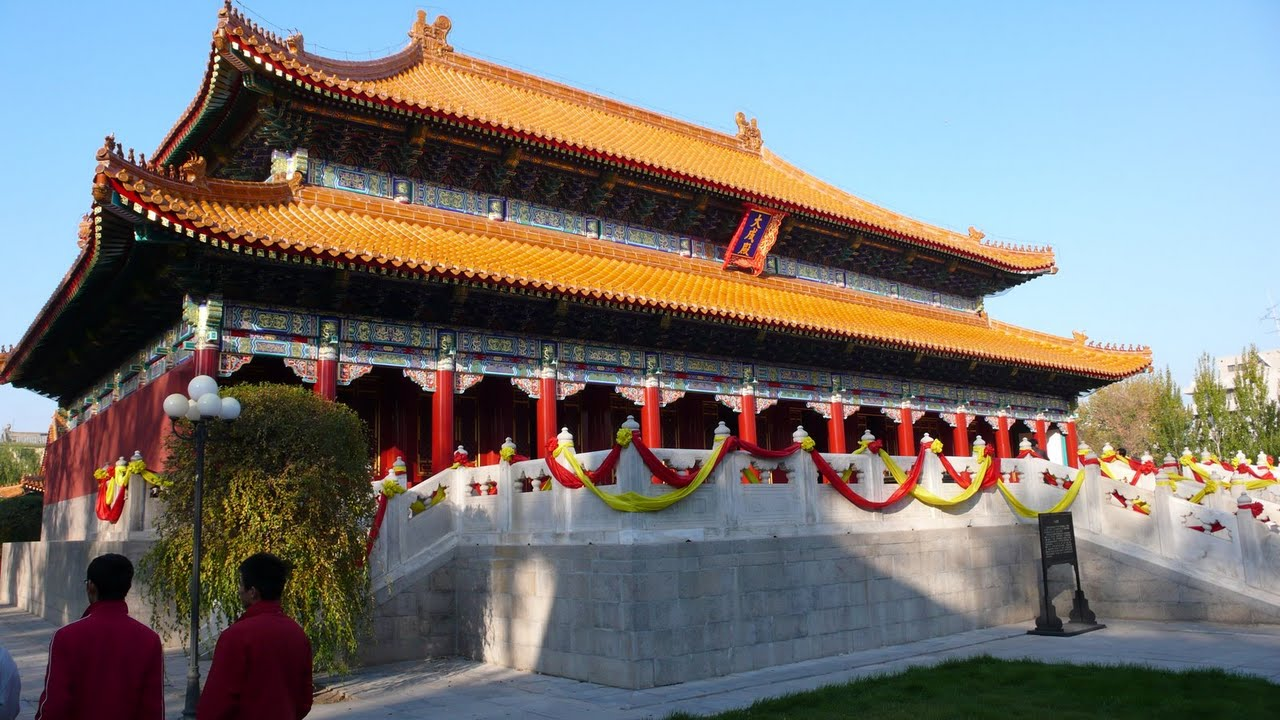
La "Sala delle Grandi Conquiste" del Tempio di Confucio ad Harbin (Heilongjiang).

### Templi imperiali
Il tempio imperiale, come il tempio ancestrale, è un altro esempio del sincretismo religioso cinese. Ascrivibili al novero dei templi shen perché dedicati al culto delle divinità più importanti, i templi imperiali erano parimenti fondamentali per il confucianesimo per il ruolo socio-politico fondamentale dei riti e dei sacrifici ivi praticati tanto quanto per il taoismo e lo sciamanesimo, ai cui antichi rituali ed incantesimi tali pratiche si riallacciavano.
Il titolo di Figlio del Cielo (zh. 天子T, TiānzǐP) precipuo del monarca cinese sin dai tempi della protostorica dinastia Zhou (XII–III secolo a.C.) legava la figura dell'autarca a sacro garante dell'ordine cosmico e della pace per conto del popolo che governava, la Tianxia (天下T, tiān xiàP, t'ien¹-hsia⁴W, lett. "[Tutti] sotto il Cielo"). Ciò ne faceva l'alto sacerdote dei sacrifici più importanti, destinati ad onorare il Cielo (zh. 天T, TiānP), l'entità sacrale suprema secondo il confucianesimo ed il taoismo che comunque furono codificati secoli dopo l'avvio di tali pratiche: es. i sacrifici 封禪S, Fēng ShànP fondanti del mandato celeste dell'imperatore. Questi riti furono inizialmente officiati presso santuari naturali (es. i Monti sacri della Cina) e successivamente presso i grandi complessi templari fatti costruire dalle varie dinastie cinesi.
La costruzione dei grandi templi di committenza ed utenza imperiale giunti sino ai giorni nostri si dovette alla dinastia Ming e si legò all'identificazione di Pechino quale definitiva e stabile capitale della Cina. Si principiò, nel 1420, regnante l'imperatore Yongle di Ming (r. 1402–1424), con la costruzione del Tempio del Cielo (zh. 天壇T, 天坛S, Tiān TánP, lett. "Altare del cielo") e del Tempio dell'Agricoltura (zh. 先農壇T, 先农坛S, Xiān Nóng TánP), due enormi complessi templari in quelli che erano allora gli incolti a sud della città. Circa un secolo dopo (1530), l'imperatore Jiajing di Ming (r. 1521–1567) terminò la costruzione del reticolo quadrangolare di templi intorno alla Città Proibita con la realizzazione del Tempio della Luna (Pechino) (zh. 月 壇T, 月 坛S, Yuè TánP) a occidente, del Tempio del Sole (Pechino) (zh. 日壇T, 日坛S, Rì TánP) a oriente e del Tempio della Terra (zh. 地壇T, 地坛S, Dì TánP) a nord della cinta muraria cittadina. Rispetto ai grandi complessi templari buddhisti, taoisti e confuciani, i templi imperiali di Pechino mantengono strutturalmente un'eco potente dell'antica pratica rituale all'aria aperta: pur mantenendo gli allineamenti geomantici e le partizioni orizzontali degli spazi tipici dell'architettura cinese, si declinano in enormi piattaforme più o meno decorate che richiamano gli antichi altari piuttosto che in un susseguirsi di sale e pagode.
Il Tempio del Cielo, oggi patrimonio UNESCO, è un recinto sacro edificato esteso su di un'area di 2,73 chilometri quadri (1,05 mi²), con tre strutture principali (l'Altare circolare, il Tempio del Dio dell'Universo e il Tempio della preghiera per i Buoni Raccolti) circondati dagli immancabili, spaziosi cortili. Lo segue per estensione il Tempio della Terra con i suoi 42,7 ettari (106 acri).

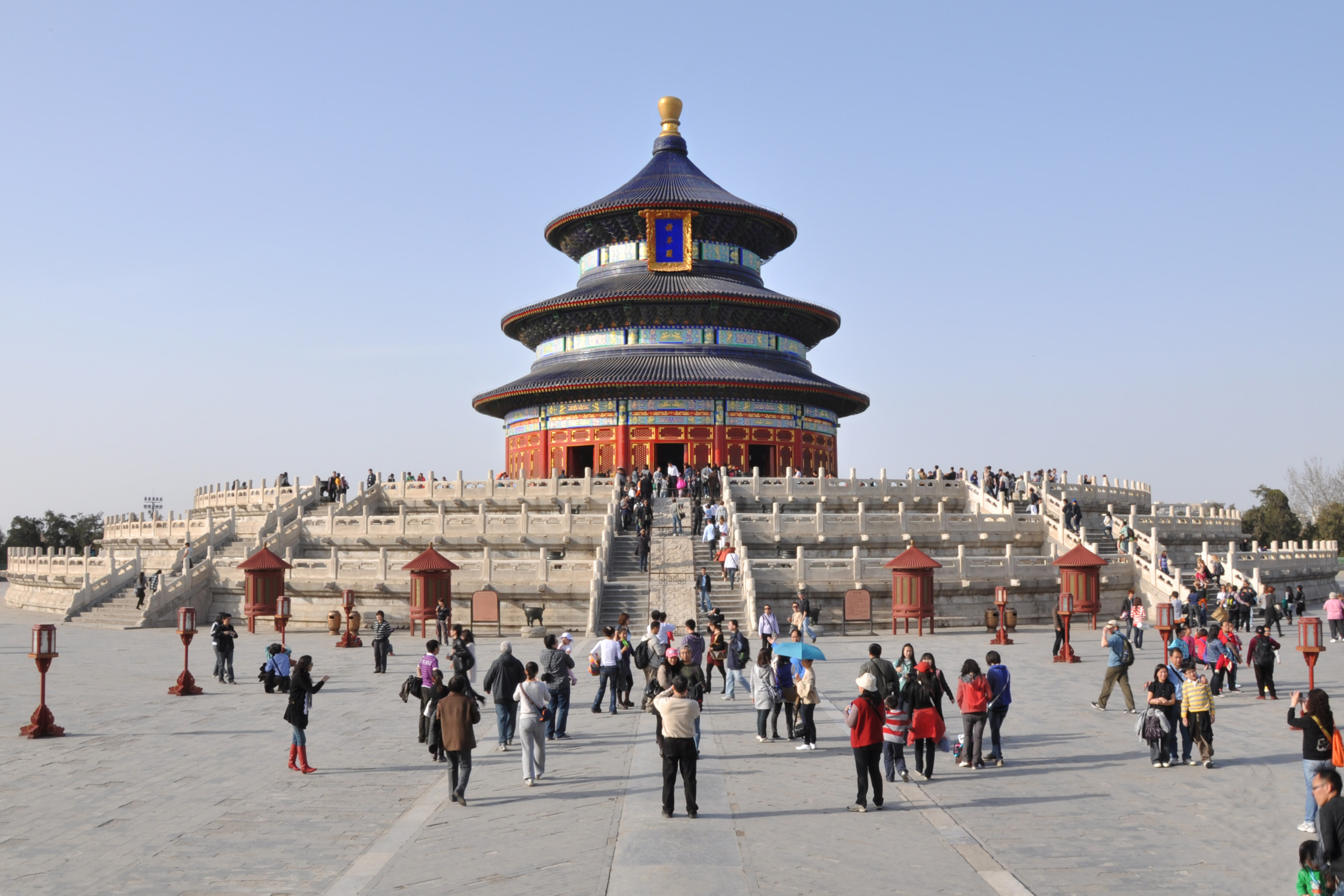
Il Tempio della preghiera per i Buoni Raccolti, parte del Tempio del Cielo (Pechino).
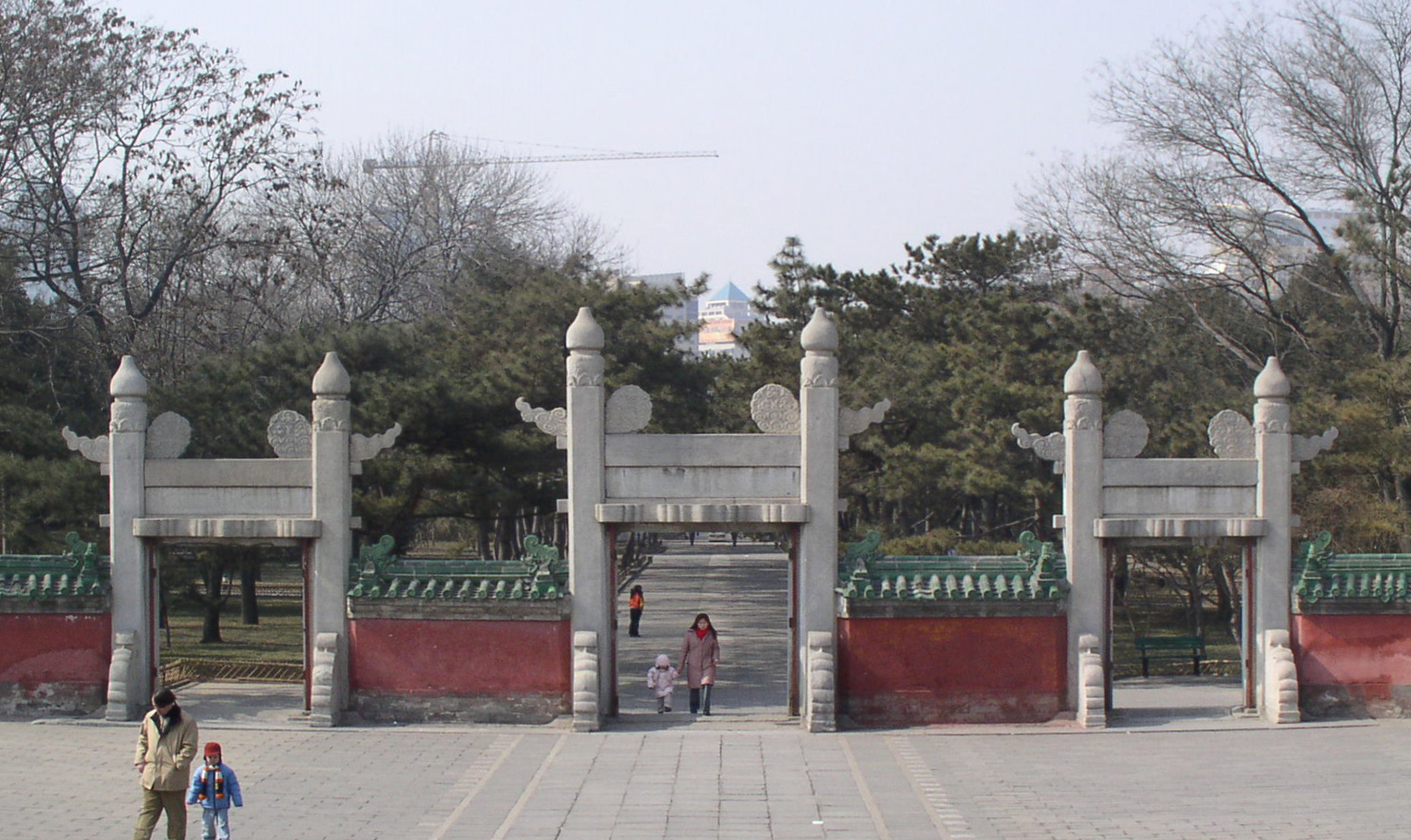
Le "Porte Celesti", i paifang di accesso al recinto templare del Tempio del Sole (Pechino), oggi un parco pubblico.
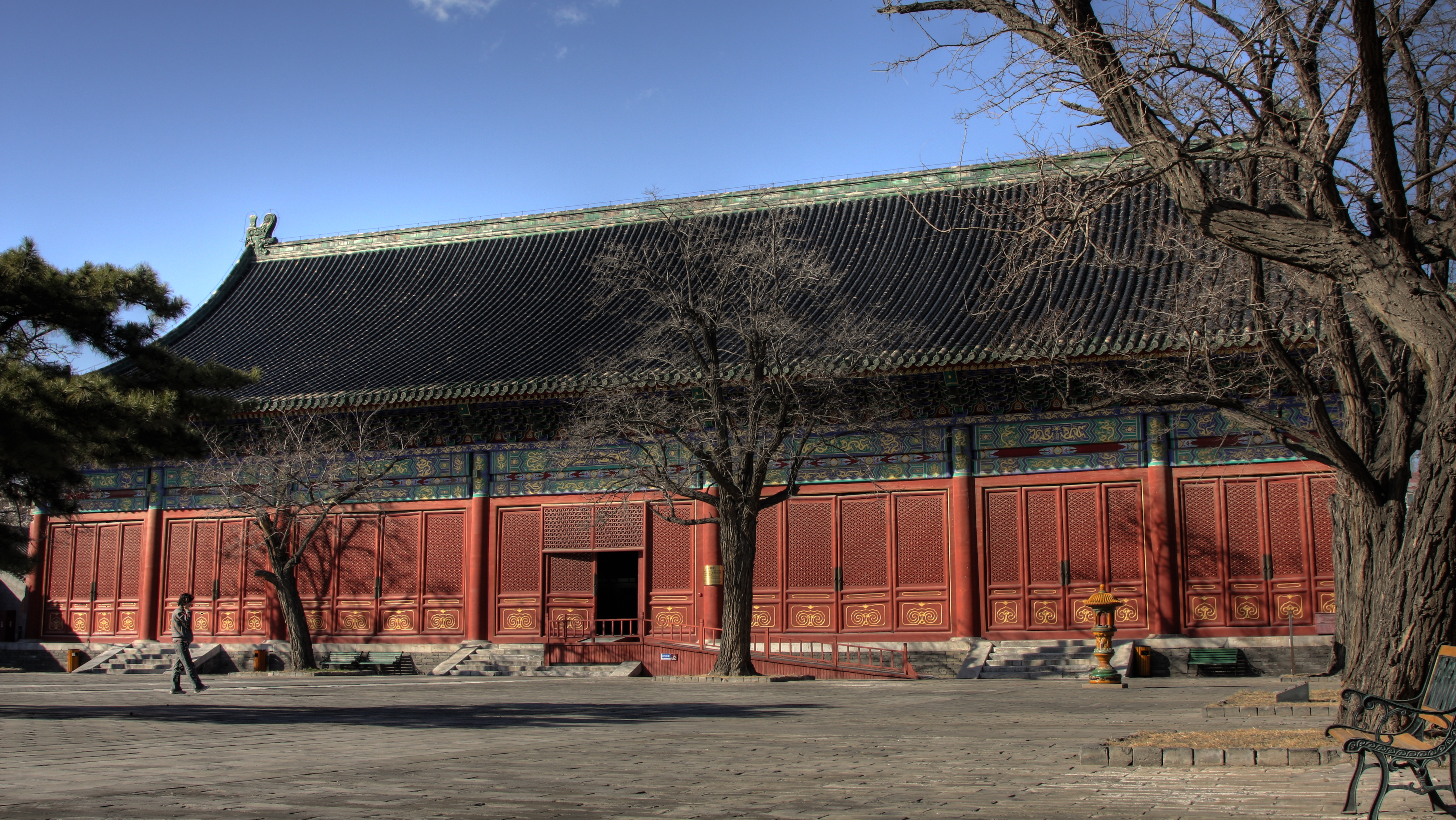
Una delle sale del Tempio dell'Agricoltura (Pechino).

### TempliShen
Il tempio shen (zh. 廟S, MiaoP o 殿S, DiànP posposto al nome del titolare) è dedicato al culto degli shen (zh. 神T, ShénP, lett. "Dèi o Spiriti; Principi che generano e formano" anche detti 帝T, DìP, lett. "Divi; Divinità" soprattutto ma non esclusivamente nelle loro forme incarnate), le divinità del complesso pantheon sincretico cinese che possono essere divinità cosmiche della natura e del luogo, progenitori deificati dei lignaggi gentilizi (祖S, zŭP), eroi immortali (仙S, xiānP), dèi dei villaggi o delle città, della nazione cinese. Tali dèi e spiriti sono considerati forme medianti riproducenti l'ordine dinamico (理S, LǐP o 道S, DàoP) del Cielo (天S, TiānP), o "Dio Sommo" (上帝S, ShàngdìP) o "Dio del Cielo" (天帝S, TiāndìP), e chiamato nella tradizione popolare cinese con una varietà di altri nomi (tra cui "Dio di Giada", 玉帝S, YùdìP), che regola i fenomeni naturali e umani.
I templi shen sono distinti dai templi taoisti e buddhisti in quanto sono fondati e gestiti da amministratori locali, comunità di villaggio, congregazioni di lignaggio e associazioni di culto, e non hanno sacerdoti professionisti (seppur, come anticipato, i sacerdoti dei credi più istituzionalizzati tanto i quanto i semplici sciamani alla bisogna possono servirsi, per le loro funzioni religiose, di un tempio shen). Sono poi generalmente piccoli, se paragonati alle grandi strutture taoiste o buddhiste, e decorati in modo molto caratteristico, con draghi e divinità sul tetto. Alcuni templi shen si sono comunque evoluti in strutture significativamente complesse: es. il Tempio della Dea Madre del Fiume Giallo a Qingtongxia (Ningxia).

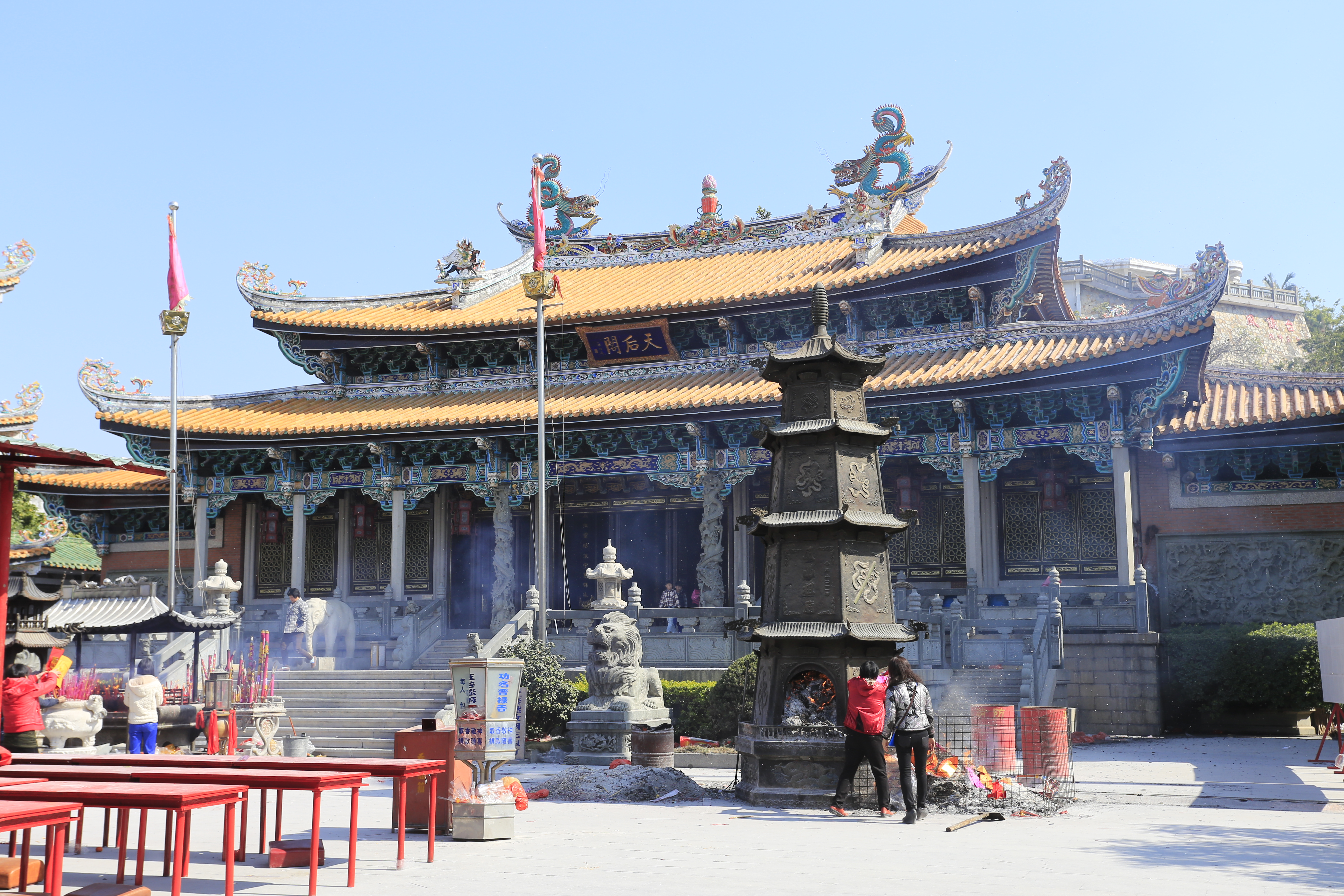
Il Tempio di Mazu a Shanwei (Guangdong).
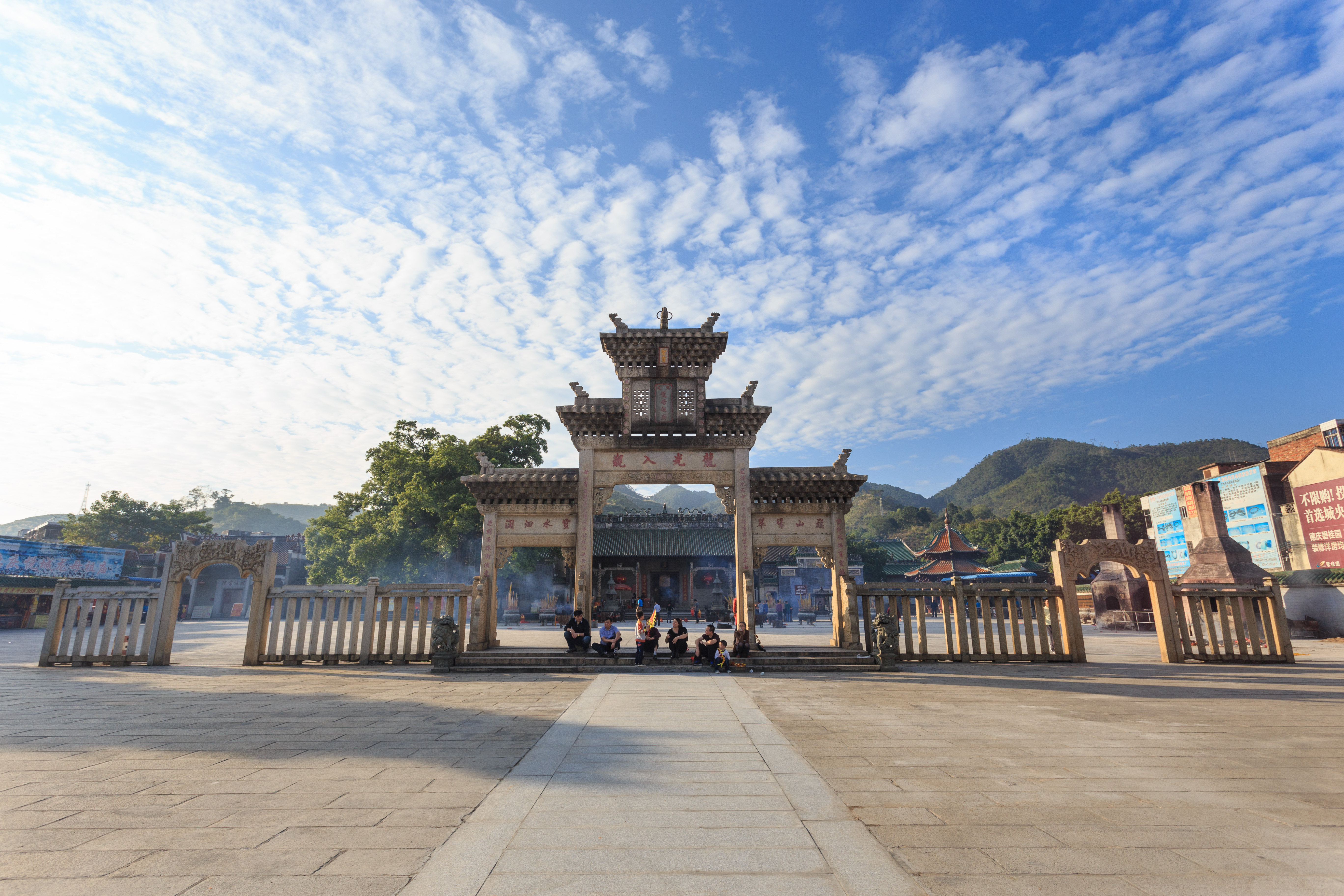
Paifang d'ingresso al Tempio di Longmu nella Contea di Deqing (Guangdong).
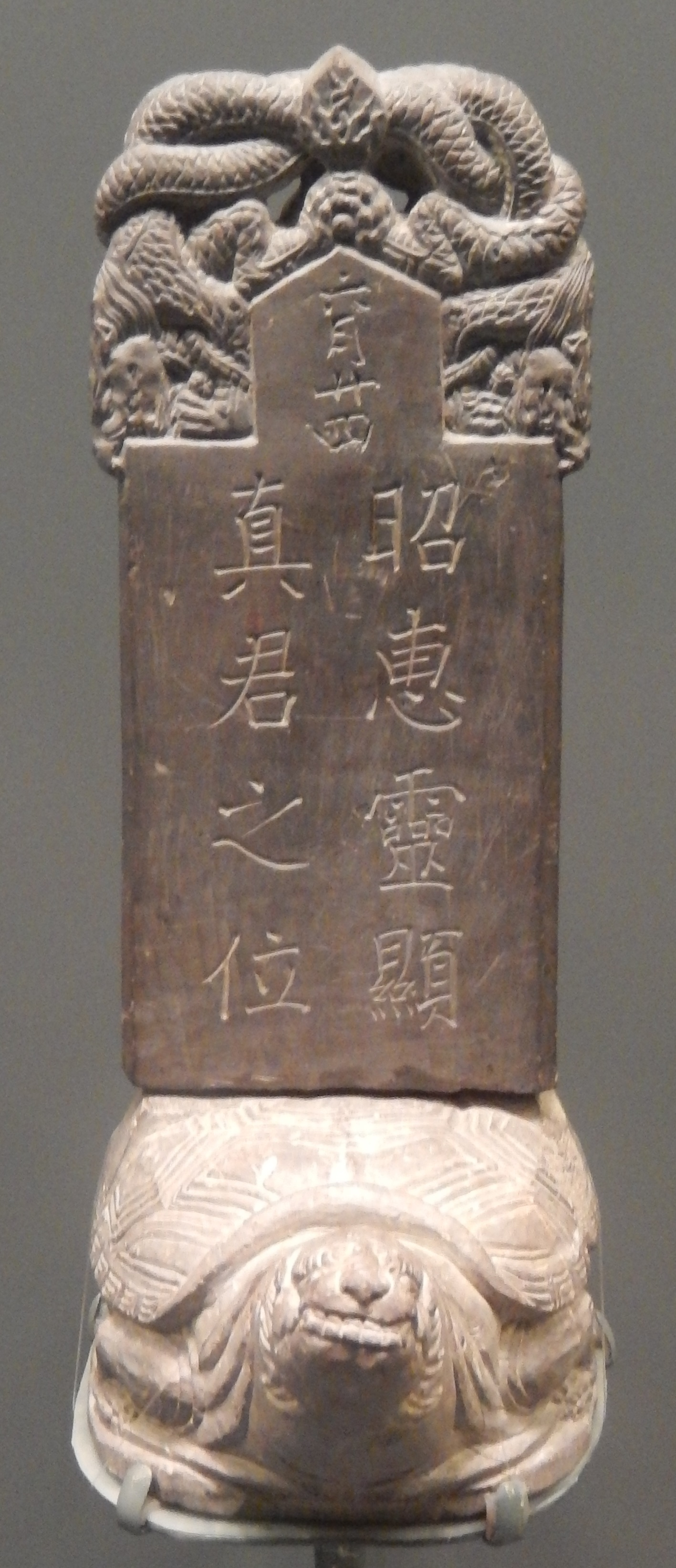
Tavoletta degli spiriti in pietra in onore di Erlang Shen.
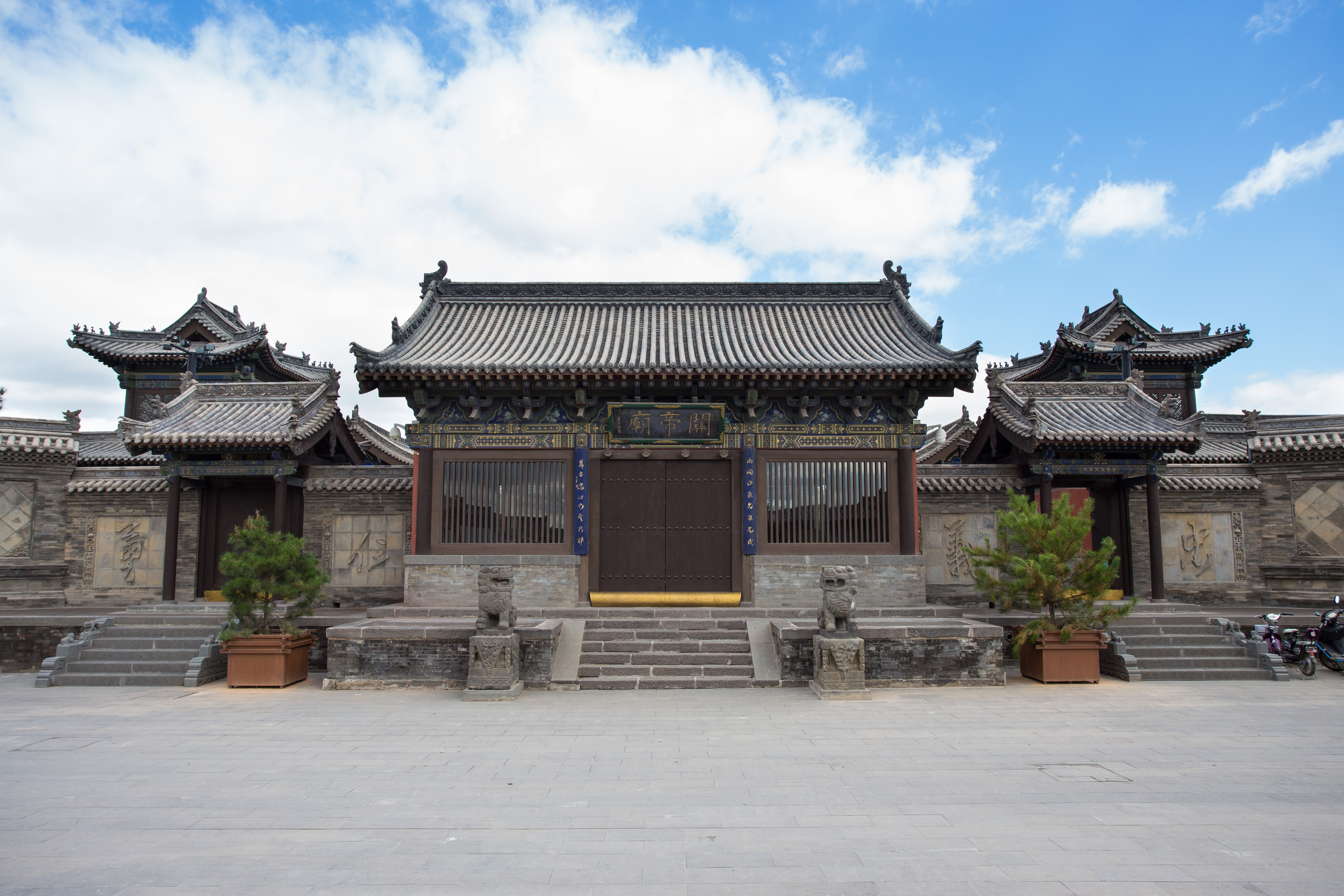
Tempio di Guan Yu, il dio della guerra, a Datong (Shanxi).
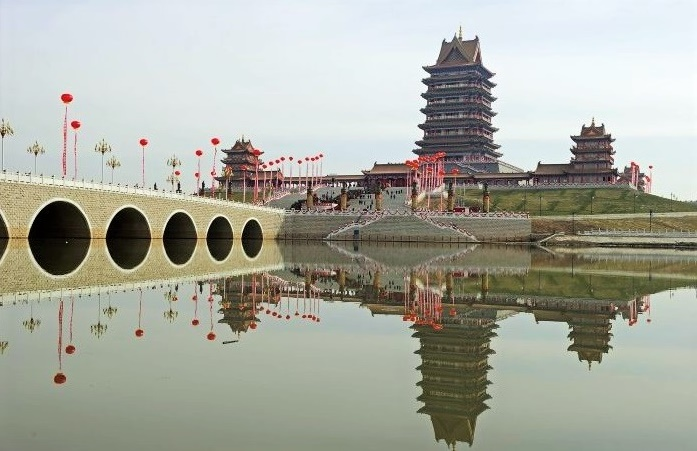
Tempio della Dea Madre del Fiume Giallo a Qingtongxia (Ningxia).

### Templi taoisti

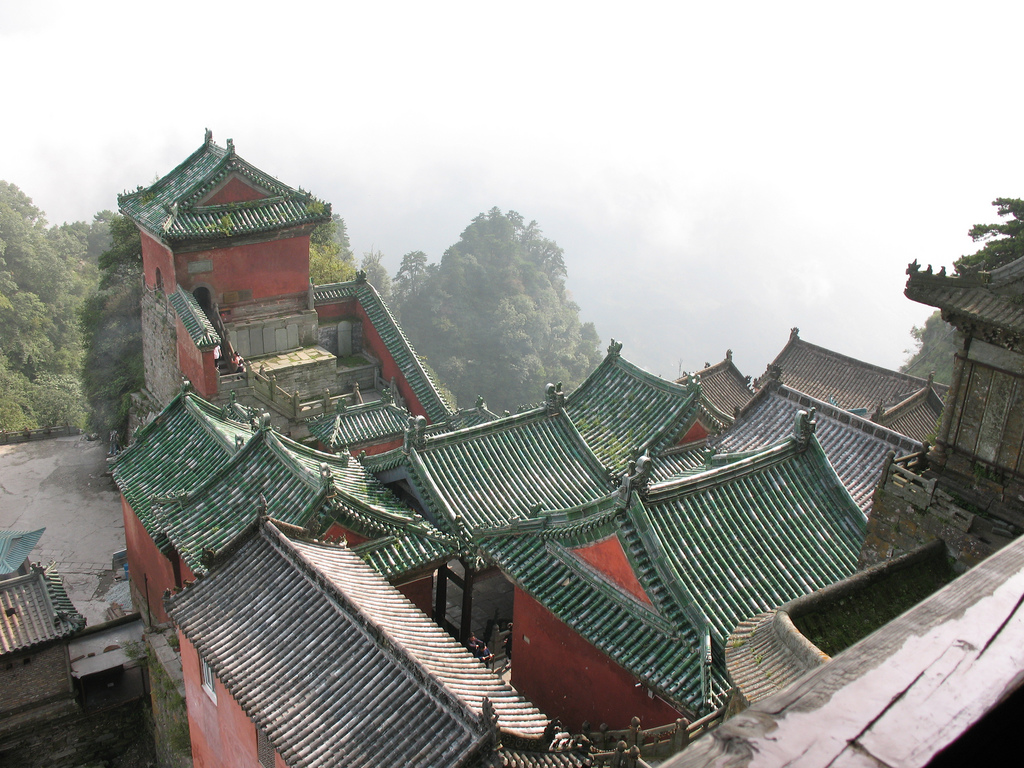
La jungla di tetti dei templi-monasteri taoisti sui Monti Wudang.

Il culto taoista inizialmente era praticato all'aperto, per es. presso monti sacri come il celeberrimo Monte Tai, (zh. 泰山S, Tài ShānP), sede storica dei sopracitati sacrifici Fēng Shàn, il Monte Longhu (zh. 龙虎山S, Lónghŭ ShānP, Lung-fu SanW, lett. "Montagna del drago e della tigre"), nel Yingtan (Jiangxi) o i Monti Wudang (zh. 武当山S, Wǔdāng ShānP) nel Hubei, ecc.
Solo in fase successiva, sostanzialmente a partire dalla dinastia Tang, si diffuse il tempio taoista (zh. 道觀T, 道观S, dàoguànP, anche 宫观S, gōngguànP) vero e proprio: es. all'imperatore Taizong (r. 626–649) si dovette la costruzione del Tempio dei Cinque Draghi, il primo degli oggi numerosissimi templi-monasteri taoisti dei Monti Wudang, patrimonio UNESCO. Molti dàoguàn furono poi costruiti sotto i Song, gli Yuan (1271–1368) e i Ming. La dinastia Qing (1636–1912) vide il declino del taoismo e furono costruiti pochi templi, in ragione del fatto che i Manciù erano ferventi buddisti tibetani.
La massiccia diffusione del buddhismo Chán sotto i Song meridionali (1127–1279) amplificò le similitudini tra buddhismo cinese e taoismo anche a livello architettonico, favorendo il diffondersi del monachesimo come tendenza religiosa imperante in Cina. I dàoguàn presero allora ad essere sistematicamente costruiti secondo lo schema dei monasteri buddisti: la disposizione a cortile, l'architettura a sala, la presenza delle statue per il culto, i giardini decorati, ecc. Inoltre, i dàoguàn funzionano anche come entità economica autosufficiente, altra caratteristica che li accomuna ai templi buddhisti. Il celebre Tempio della Nuvola Bianca (zh. 白雲觀T, 白云观S, Báiyún GuānP) di Pechino, edificio religioso inizialmente fondato sotto i Tang e massicciamente ristrutturato ed ampliato sotto gli Yuan, richiama così tanto l'architettura del tempio buddista da disporre di un campanile tanto quanto d'una torre del tamburo.

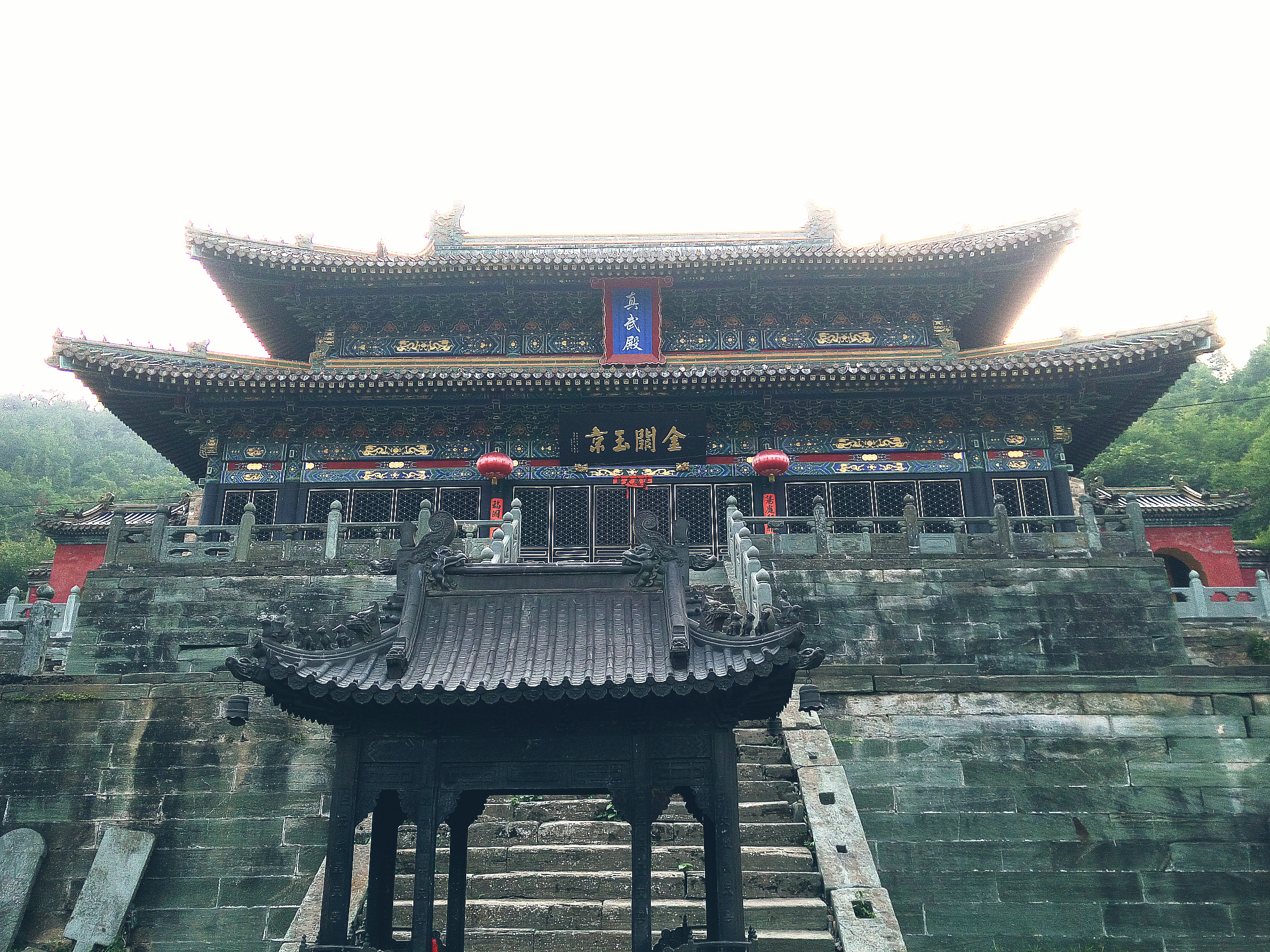
Il Tempio dei Cinque Draghi sui Monti Wudang, uno dei templi taoisti più antichi.
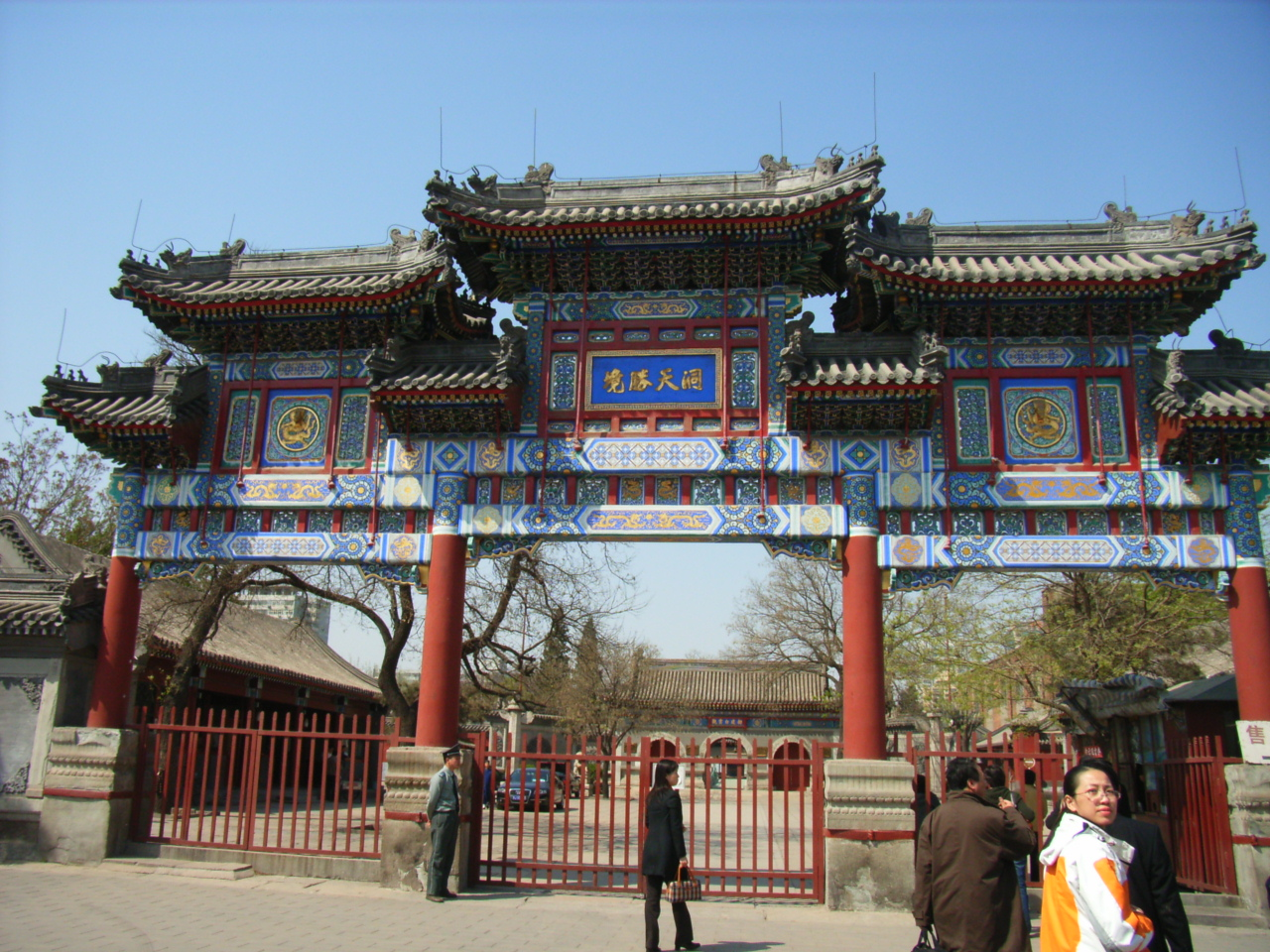
Paifang d'ingresso al Tempio della Nuvola Bianca di Pechino.
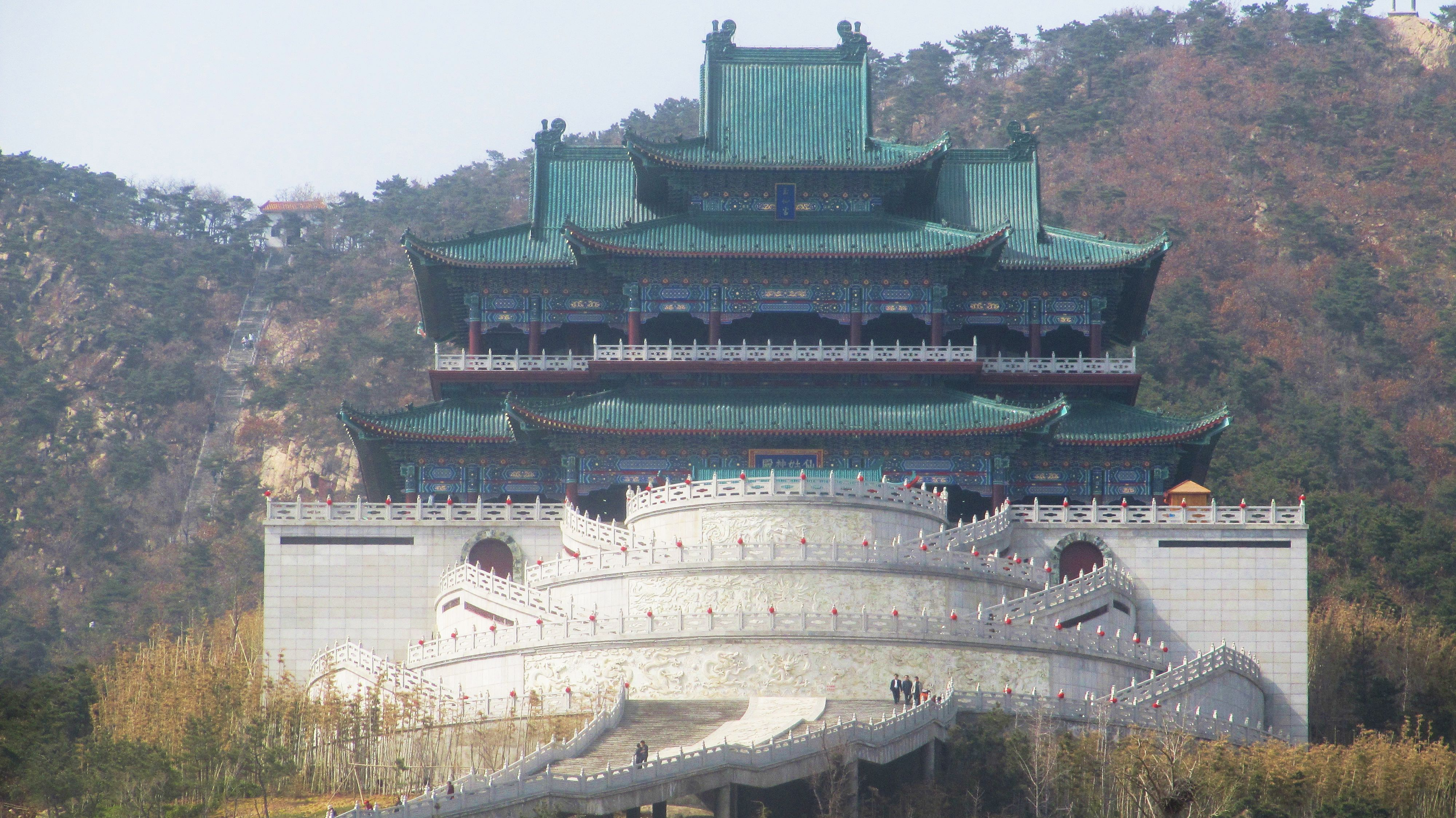
Il Tempio Xianguting di Weihai (Shandong).

## Il tempio nella vita quotidiana

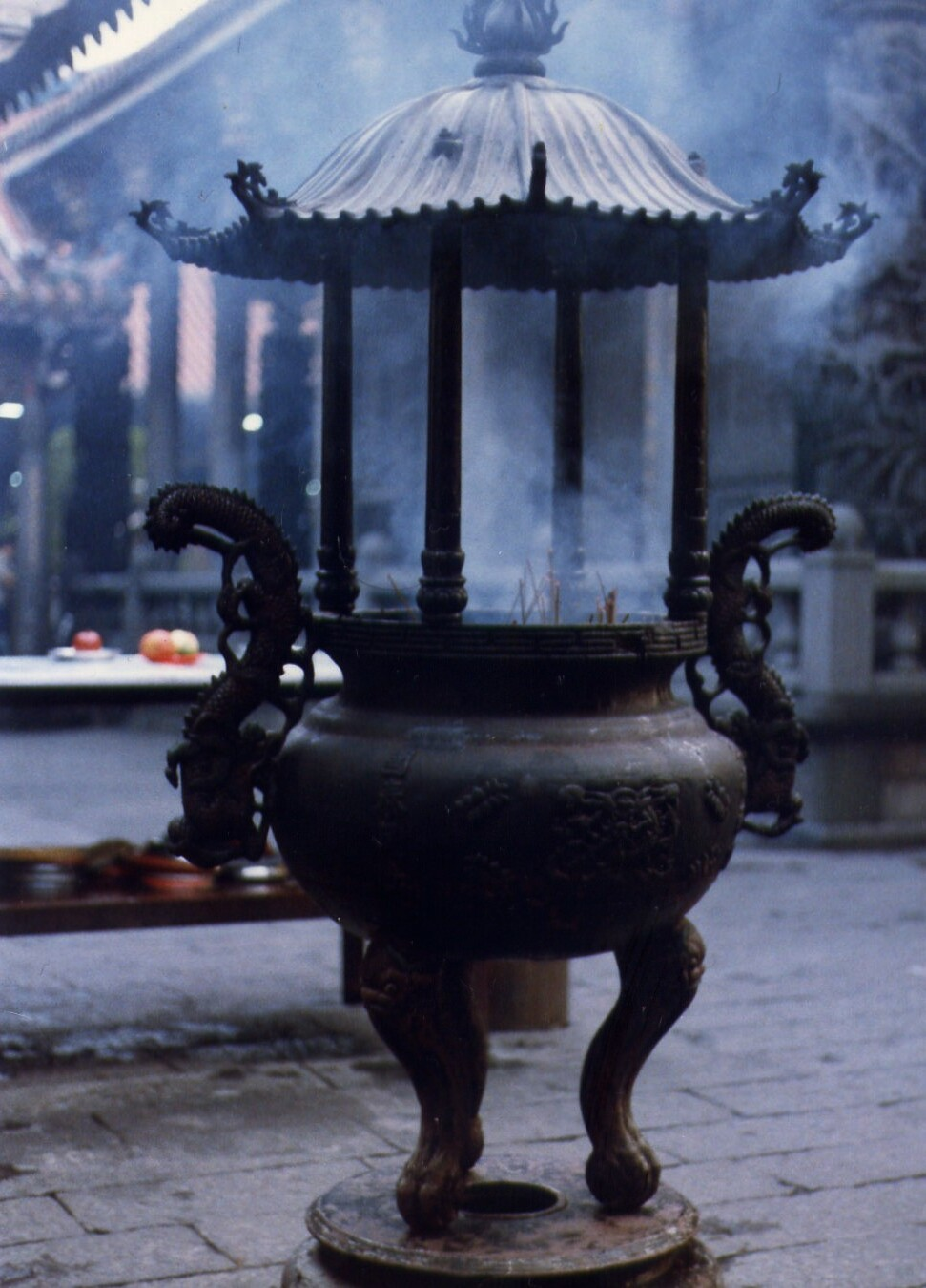
Bruciatore d'incenso nel Tempio Lungshan di Manka (tempio buddhista cinese a Taipei).

### Affiliazioni e rituali collettivi
分香S, FēnxiāngP, lett. "Divisione dell'incenso" è il termine di lingua cinese che definisce sia le reti gerarchiche di templi dedicati a un dio, sia il processo rituale attraverso il quale queste reti si formano. Si tratta d'organismi socio-economici che, in certi momenti della storia cinese, hanno assunto anche funzioni militari. Rappresentano anche percorsi di pellegrinaggio, con comunità di devoti che dai templi affiliati salgono nella gerarchia fino al tempio più anziano (zumiao). Quando viene fondato un nuovo tempio dedicato allo stesso dio, questo entra nella rete attraverso il rito della divisione dell'incenso. Questa consiste nel riempire l'incenso del nuovo tempio con la cenere portata dall'incenso di un tempio già esistente. Il nuovo tempio è quindi spiritualmente affiliato al tempio più antico dove furono portate le ceneri, e direttamente al di sotto di esso nella gerarchia dei templi.

I 廟會S, MiàohuìP, lett. "Raduni al tempio", sono rituali collettivi per salutare gli dei (zh. 迎神賽會S, yíngshén sàihuìP) che si tengono presso i templi in varie occasioni come il Capodanno cinese o il compleanno o festa del dio custodita nel tempio. Nel Nord della Cina, sono anche chiamati 賽會S, SàihuìP, lett. "Riunioni rituali comunitarie" o 香會S, XiānghuìP, lett. "Riunioni rituali comunali", mentre il 賽社S, SàishèP, lett. "Corpo rituale comunitario" è l'associazione che organizza tali eventi e, per estensione, l'evento stesso. Le attività includono rituali, spettacoli teatrali, processioni delle immagini degli dei nei villaggi e nelle città e offerte ai templi. Nella Cina settentrionale i raduni nei templi durano generalmente una settimana e sono grandi eventi che attirano decine di migliaia di persone, mentre nella Cina meridionale tendono ad essere eventi più circoscritti, solitamente organizzati nei villaggi.

### Offerte

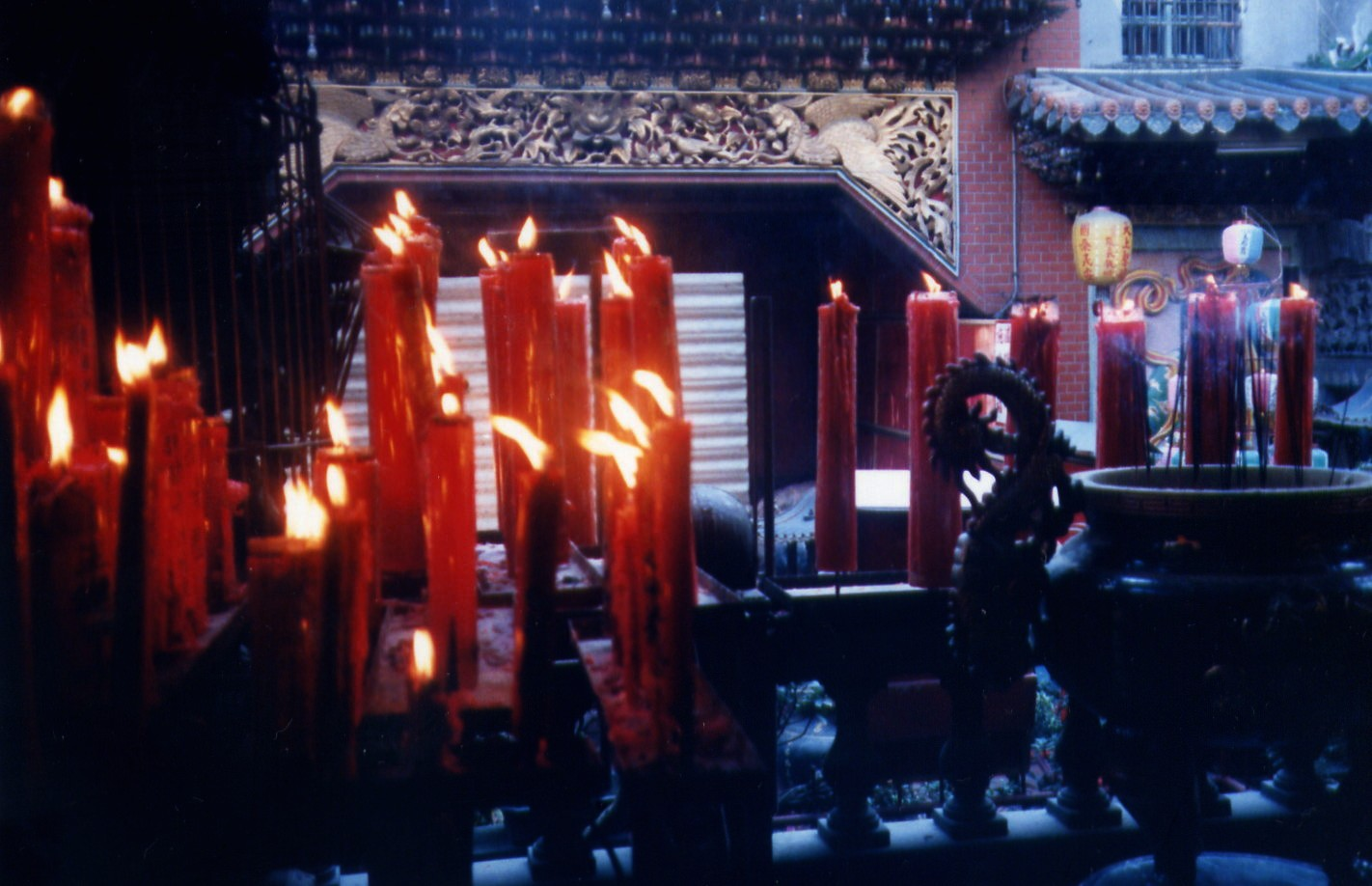
Candele votive in un tempio cinese a Taipei.

Esistono molti modi per offrire sacrifici nei templi cinesi. Le persone offrono incenso (in grani, da inserire nell'apposito incensiere, o in bastoncini - solitamente bruciati in gruppi di 3 o 9, in onore di divinità o di santi buddhisti), tavolette degli spiriti, candele religiose (di colore rosso), fiori, acqua/tè e frutta. Le candele vengono accese, proprio come nel cattolicesimo e nel cristianesimo ortodosso orientale, per augurare qualcosa. Bevande alcoliche come la birra ed alimenti come la carne di maialino arrosto vengono offerte anche alle divinità non buddhiste.
Dopo l'offerta in beni di consumo, bisogna fare una donazione pecuniaria al tempio mettendo il denaro in una scatola di legno posta davanti all'altare interessato. Se un desiderio si è avverato, alla successiva visita al tempio bisogna fare generose offerte per ringraziare gli dèi o i santi coinvolti.

### Talismani
Nei grandi templi cinesi si possono "ottenere" talismani (zh. 符籙T, 符箓S, Fu LuP) dagli dèi o dai santi: si tratta di pezzi di legno o metallo, carta colorata più recentemente (solitamente gialla, rossa o blu) ricoperta di segni figurativi o simboli astratti, scritti con inchiostro nero o rosso. Nei circoli taoisti erano visti come scritti di origine celeste, editti dal mondo spirituale o ordini di una divinità, in grado di far tremare fantasmi e dèmoni e tenerli sotto controllo. In senso più ampio, hanno un presunto effetto apotropaico.

### Esplicative
1. ↑  Il Confucianesimo o Ruismo (zh. 儒教S, RújiàoP, lett. "Insegnamento degli affinati"; o 孔教S, KǒngjiàoP, lett. "Insegnamento di Confucio") è considerato da alcuni studiosi come una religione e da altri come una tradizione etico-spirituale. La definizione di cosa sia il confucianesimo è «probabilmente una delle questioni più controverse sia nella scolastica confuciana che nella disciplina degli studi sulle religioni.» - (EN) Yong Chen, Confucianism as Religion: Controversies and Consequences, Brill, 2012,  p. 9, ISBN 90-04-24373-9.
2. ↑  Il culto degli antenati (zh. 拜祖 bàizǔ, o 敬祖 jìngzǔ) è fortemente radicato ancor oggi nella religione tradizionale cinese - Es. v.si (EN) Qimin He, Religious Traditions in Local Communities of China, in Pastoral Psychology, vol. 61, n. 5, 2012,  pp. 823-839, DOI:10.1007/s11089-012-0438-z, ISSN 0031-2789 (WC · ACNP). (EN) Randall Nadeau, Divinity, in Randall L. Nadeau (a cura di), The Wiley-Blackwell Companion to Chinese Religions, 2010, ISBN 978-1444361971. Ecc.
3. ↑  La polemica delle immagini fu solo una delle tante che contrappose il Confucianesimo al Buddhismo in Cina - v.si Dumoulin, Heisig e Knitter 2005, pp. 189–190, 268–269.
4. ↑  Il puro concetto di 申T, ShēnP, in lingua cinese è diverse altri significati/sfaccettature.

### Bibliografiche
1. ↑  (EN) Brian J. Grim e Roger Finke, The Price of Freedom Denied: Religious Persecution and Conflict in the 21st Century, Cambridge University Press, 2011.
2. 1 2  (EN) Edward L. Davis (a cura di), Encyclopedia of Contemporary Chinese Culture, Routledge, 2004.
3. ↑  (EN) J R., Diary of a journey overland, through the Maritime Provinces of China from Manchao, on the south coast of Hainan, to Canton in the years 1819 and 1820, Sir Richard Philips & Co., 1822.
4. ↑  (EN) Living in the Chinese Cosmos: Understanding Religion in Late-Imperial China, su afe.easia.columbia.edu.
5. 1 2 3  (EN) Quan-Hoang Vuong, Cultural additivity: behavioural insights from the interaction of Confucianism, Buddhism and Taoism in folktales, in Palgrave Communications, vol. 4, n. 1, 2018, DOI:10.1057/s41599-018-0189-2.
6. ↑  Yao 2010, p. 11.
7. ↑  Miller 2006, p. 57.
8. ↑  (EN) Tam Wai Lun, Local Religion in Contemporary China, in Zhibin Xie (a cura di), Religious Diversity and Public Religion in China, Ashgate Publishing, 2006,  p. 73, ISBN 978-0-7546-5648-7.
9. ↑  Yao 2010, p. 10.
10. ↑  Zi 2012, pp. 67-68.
11. ↑  Nuttgens 2001, p. 58.
12. ↑  Nuttgens 2001, p. 60.
13. 1 2  Nuttgens 2001, p. 61.
14. ↑  Steinhardt 2016, pp. 1-7.
15. 1 2  Nuttgens 2001, p. 62.
16. ↑  (EN) Matthew Kohrman, Technology and Gender: Fabrics of Power in Late Imperial China, in American Anthropologist, vol. 100, n. 1, marzo 1998,  pp. 60, 71, 73, 76-78, 88-89, DOI:10.1525/aa.1998.100.1.236.1, ISSN 0002-7294 (WC · ACNP).
17. ↑  Nuttgens 2001, p. 63.
18. 1 2 3  Zi 2012, p. 34.
19. 1 2 3  Wei 2012.
20. 1 2 3  Han 2006.
21. ↑  (EN) AAAAA Scenic Areas, su en.cnta.gov.cn, China National Tourism Administration, 16 novembre 2008. URL consultato il 9 aprile 2011 (archiviato dall'url originale il 4 aprile 2014).
22. 1 2  (EN) Bao Yuheng, Qing Tian e Letitia Lane, Buddhist Art and Architecture of China, Edwin Mellen Press, 2004,  pp. 84 e 172, ISBN 0-7734-6316-X.
23. 1 2  (EN) Mario Poceski, Chinese Buddhism, in Randall L. Nadeau (a cura di), The Wiley-Blackwell Companion to Chinese Religions, John Wiley & Sons, 2012,  pp. 197-218.
24. 1 2  (EN) Architettura delle pagode, su ibiblio.org.
25. ↑  (EN) Nancy Shatzman Steinhardt, Liao Architecture, University of Hawaii Press, 1997,  pp. 141-147, ISBN 0-8248-1843-1.
26. ↑  (EN) White Horse Temple, su buddhachannel.tv, Buddha Channel. URL consultato il 30 aprile 2010 (archiviato dall'url originale il 27 luglio 2011).
27. ↑  Libro dei Tang, 15.373.
28. ↑  (EN) Deborah Sommer, Destroying Confucius: Iconoclasm in the Confucian Temple, in Thomas A. Wilson (a cura di), On Sacred Grounds: Culture, Society, Politics and the Formation of the Cult of Confucius, Harvard East Asian Monographs, vol. 217, Harbard University Asia Center, 2002,  pp. 95-133.
29. ↑  (EN) Temple and Cemetery of Confucius and the Kong Family Mansion in Qufu, su UNESCO World Heritage Centre, United Nations Educational, Scientific, and Cultural Organization. URL consultato il 3 aprile 2021.
30. ↑   Patricia Buckley Ebrey, The Cambridge Illustrated History of China, 2ª ed., Cambridge University Press, 2010  [1996],  p. 179, ISBN 978-0-521-12433-1.
31. ↑  (EN) Willard Gurdon Oxtoby (a cura di), World Religions: Eastern Traditions, 2. ed., Oxford University Press, 2002,  p. 424, ISBN 0-19-541521-3, OCLC 46661540.
32. ↑  (EN) Temple of Heaven: an Imperial Sacrificial Altar in Beijing, su whc.unesco.org.
33. 1 2  (EN) Ancient Building Complex in the Wudang Mountains, su whc.unesco.org, UNESCO World Heritage Center.
34. ↑  Dumoulin, Heisig e Knitter 2005, pp. 166–167, 169–172.
35. ↑  Qian 2000, p. 142.
36. ↑  (EN) Meir Shahar e Robert Paul Weller, Unruly Gods: Divinity and Society in China (PDF), University of Hawaii Press, 1996,  p. 24, ISBN 978-0190258146. URL consultato l'11 dicembre 2023 (archiviato dall'url originale il 16 giugno 2015).
37. 1 2  Davis 2004, pp. 815-816.
38. ↑  (EN) Daniel L. Overmyer, Local Religion in North China in the Twentieth Century: The Structure and Organization of Community Rituals and Beliefs, Leida e Boston, Brill, 2009, ISBN 9789047429364.
39. ↑  (EN) Catherine Despeux, Talismans and diagrams, in Livia Kohn (a cura di), Daoism Handbook, Leida, Brill, 2000.

### Fonti
- (ZH) Ban Biao, Ban Gu e Ban Zhao, 漢書T, 汉书S, HànshūP, Ch'ien Han ShuW, lett. "Libro degli Han", 二十四史S, Èrshísì ShǐP, lett. "Ventiquattro Storie", 111 d.C.
- (ZH) Liu Xu, 唐書T, 唐书S, TángshūP, T'angshuW, lett. "Libro dei Tang", 二十四史S, Èrshísì ShǐP, lett. "Ventiquattro Storie", 945.
- (ZH) Li Jie, 營造法式T, 营造法式S, Yíng Zào Fǎ ShìP, lett. "Trattato di metodi architettonici o Standard costruttori statali", 1103.

### Studi
In italiano
- Patrick Nuttgens, Puzzle e modelli. La Cina e il Giappone, in Storia dell'architettura, Bruno Mondadori, 2001  [1997],  pp. 56-75, ISBN 88-424-9770-3.

In altre lingue
- (EN) Heinrich Dumoulin, James W. Heisig e Paul Knitter, Zen Buddhism: A History (India and China, World Wisdom, 2005, ISBN 0-941532-89-5.
- (EN) Xin Han, Well-Known Temples of China, Pechino, The Eastern Publishing Co. Ltd, 2006, ISBN 7506024772.
- (EN) Ronald Knapp, China's Old Dwellings, University of Hawaii Press, 2000, ISBN 0824822145.
- (EN) James Miller, Chinese Religions in Contemporary Societies, ABC-CLIO, 2006, ISBN 1-85109-626-4.
- (EN) Yun Qian, Taoist Buildings: Ancient Chinese Architecture, Springer, 2000.
- (EN) Nancy Shatzman Steinhardt, Chinese Architecture, Yale University Press, 2016, ISBN 978-0-300-09559-3.
- (ZH) Guixiang Wang, 中国汉传佛教建筑史——佛寺的建造、分布与寺院格局、建筑类型及其变迁 [Storia dei templi buddhisti cinesi], Pechino, Tsinghua University Press, 17 giugno 2016, ISBN 9787302427056.
- (EN, ZH) Jia Wang, Famous Mountains in China, Pechino, Huangshan Publishing House, 2012, ISBN 978-7-5461-2704-0.
- (EN) Ran Wei, Buddhist Buildings, Pechino, China Architecture & Building Press, 2012, ISBN 9787112142880.
- (EN) Arthur F. Wright, Buddhism in Chinese History, Stanford University Press, 1959.
- (EN) Xinzhong Yao, Chinese Religion: A Contextual Approach, Londra, A&C Black, 2010, ISBN 978-1-84706-475-2.
- (ZH) Yuhuan Zhang, 图解中国佛教建筑、寺院系列, Pechino, Contemporary China Publishing House, 1º giugno 2014, ISBN 9787515401188.
- (EN, ZH) Yan Zi, Famous Temples in China, Pechino, Huangshan Publishing House, 2012, ISBN 978-7-5461-3146-7.